# Macedonia del Norte

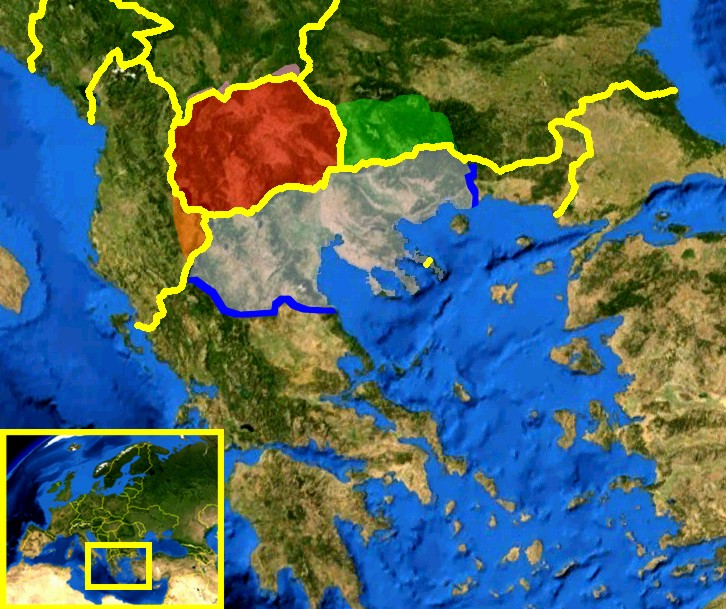
Macedonia del Norte (en rojo).

Macedonia del Norte (en macedonio: Северна Македонија, romanización Séverna Makedóniya),  denominada oficialmente como República de Macedonia del Norte en macedonio: Република Северна Македонија, romanización Repúblika Séverna Makedóniya), es un país sin litoral situado en el sureste de Europa, en la península de los Balcanes. Limita al norte con Serbia y Kosovo, al este con Bulgaria, al sur con Grecia y al oeste con Albania. Alberga a casi dos millones de personas, siendo su capital y ciudad más poblada Skopie o Escopia.
Este país surgió en 1991 después de que la antigua República Socialista de Macedonia, una de las partes constituyentes de la República Federal Socialista de Yugoslavia, declarara su independencia con el nombre de «República de Macedonia» (Република Македонија, Repúblika Makedóniya), y con el nombre corto de «Macedonia», en algunos casos. El uso del término «Macedonia» fue rechazado por Grecia, y surgió una disputa sobre la denominación de este país entre ambos estados. Como postura intermedia, en 1993 se adoptó la referencia provisional de Antigua República Yugoslava de Macedonia (Поранешна Југословенска Република Македонија, Poranešna Jugoslovenska Republika Makedónija) para denominar al Estado macedonio en algunas organizaciones internacionales, como en la Organización de las Naciones Unidas. El conflicto perduró hasta febrero de 2019, después de que ambas partes aceptaran el uso definitivo del nombre de «República de Macedonia del Norte».
Macedonia del Norte es miembro de la OTAN desde el 27 de marzo de 2020 y es candidato a la adhesión a la Unión Europea (UE) desde 2005. Macedonia del Norte tiene una de las economías más débiles de Europa y está en proceso de transformación, tanto económica como políticamente. El país está luchando con altas tasas de desempleo y una infraestructura débil, así como con una falta de inversión.

## Etimología
Según la etimología, el vocablo «Macedonia» emana de la palabra griega μάκος (mākos), y el adjetivo μακεδνός (makednós), que significa «alto».
Existen tres teorías sobre el origen del término. De acuerdo con la mitología griega, Macedón era el nombre del jefe de la tribu que se asentaría en la región y que fundaría el Reino de Macedonia. De acuerdo con Heródoto, los makednoí eran una tribu doria.
El nombre también podría derivar de la palabra μακεδνός (makednós), que significa «alto», la cual es usada por Homero para designar un árbol en la Odisea, y que según el gramático Hesiquio de Alejandría sería una palabra del dórico que significaría «grande» o «pesado». Comúnmente, se cree que tanto los macedonios como sus antecesores makednoí eran considerados personas de gran estatura.
Una tercera hipótesis sugiere que el nombre makedónes significaría «habitantes de las tierras altas», de acuerdo con un vocablo del antiguo idioma macedonio, μακι-κεδόνες (maki-kedónes, «del alto lugar»). La World Book Encyclopedia acepta esta teoría, pero basándose en el término griego makednós que se referiría a las altas montañas de la zona.

## Historia

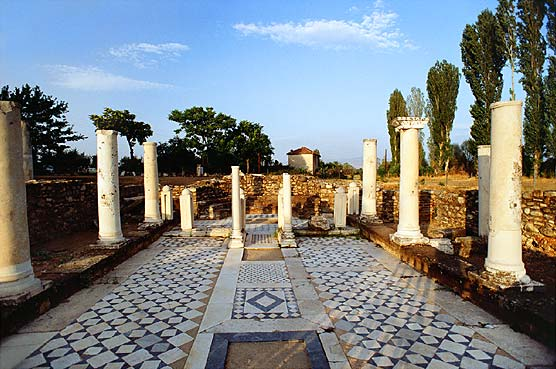
Las ruinas de Heraclea Lincestis, una ciudad fundada por Filipo II de Macedonia en el

### Antigüedad (Grecia, Persia e Imperio romano)
La actual Macedonia del Norte no se corresponde con la Antigua Macedonia de Alejandro Magno, pues el territorio actual del país no formó parte de aquel reino. Tanto Alejandro Magno como su padre Filipo y el gran filósofo Aristóteles, nacieron y vivieron en territorio griego, la Macedonia histórica, uno de los tantos reinos que conformaban Grecia. Macedonia del Norte se corresponde geográficamente aproximadamente al antiguo reino de Peonia, que se ubicó inmediatamente al norte del antiguo reino de Macedonia. Peonia (lat. Paeonia) estaba habitada por los paeoniani, un pueblo tracio, mientras que el noroeste estaba habitado por los dardani y el sudoeste por tribus conocidas históricamente como Enchelae, Pelagones y Lyncestae; los dos últimos se consideran generalmente como tribus del grupo griego del noroeste, mientras que los dos anteriores se consideran ilirios.
A fines del siglo VI a. C., los persas aqueménidas de Darío el Grande conquistaron a los peonianos, incorporando lo que hoy es el territorio de Macedonia del Norte dentro de sus vastos territorios. Tras la pérdida en la Segunda invasión persa de Grecia en 479 a. C., los persas finalmente se retiraron de sus territorios europeos, incluyendo lo que hoy es el Macedonia del Norte.
Filipo II de Macedonia absorbió las regiones de la Alta Macedonia (Lynkestis y Pelagonia) y la parte sur de Peonia (Deuriopus) en el reino de Macedonia en 356 a. C. El hijo de Filipo, Alejandro Magno, conquistó el resto de la región incorporándolo a su imperio, llegando al norte hasta Scupi, si bien la ciudad y los alrededores siguieron siendo parte de Dardania.
Los romanos establecieron la provincia de Macedonia en el 146 a. C. En la época de Diocleciano, la provincia había sido subdividida entre Macedonia Prima («Macedonia primera») en el sur, que abarca la mayor parte del reino de Macedonia, y Macedonia Salutaris (conocida también como Macedonia Secunda, «Macedonia segunda») en el norte, que abarca parcialmente a Dardania y al conjunto de Paeonia; la mayor parte de las fronteras modernas del país se encontraban dentro de este último, con la ciudad de Stobi como su capital. La expansión romana trajo el área de Scupi bajo el dominio romano en la época de Domiciano (81–96 d. C.), y cayó dentro de la provincia de Moesia. [60] Si bien el griego siguió siendo el idioma dominante en la parte oriental del Imperio romano, el latín se extendió hasta cierto punto en Macedonia.

### Edad Media
Durante el Medievo fue una región disputada. Primero fue una provincia del Imperio bizantino, aunque durante el siglo VI se produjo la inmigración masiva de eslavos, que superaron demográficamente a las poblaciones locales de orígenes ilirios, tracios y griegos. Luego el territorio pasó a ser parte integral del Imperio búlgaro por cientos de años, motivo por el cual el actual idioma y gran parte de la cultura eslavo-macedonia presenta fuertes afinidades con la de Bulgaria.
Las tribus eslavas se establecieron en la región de los Balcanes, incluida Macedonia del Norte, a fines del siglo VI d. C.. Durante los años 580, la literatura bizantina atestigua que los eslavos asaltaron territorios bizantinos en la región de Macedonia, muchas veces ayudados por los búlgaros o ávaros. Los registros históricos documentan que en c. 680 un grupo de búlgaros provenientes de Panonia, junto con eslavos, germanos y bizantinos, todos ellos liderados por el noble búlgaro Kuber se establecieron en la región de la llanura de Keramis, centrada en la ciudad de Bitola, formando una segunda ruta para el asentamiento definitivo de los búlgaros en la península balcánica a finales del siglo VII.
El reinado de Presian aparentemente coincide con la extensión del control y posesión búlgara sobre las tribus eslavas en y alrededor de Macedonia. Las tribus eslavas que se asentaron en la región de Macedonia se convirtieron al cristianismo junto con el resto de Bulgaria alrededor del siglo IX durante el reinado del Zar Boris I de Bulgaria. La Escuela Literaria de Ohrid se convirtió en uno de los dos principales centros culturales del Primer Imperio Búlgaro, junto con la Escuela Literaria Preslav. Establecida en Ohrid en 886 por San Clemente de Ohrid por orden de Boris I, la Escuela Literaria de Ohrid participó en la difusión del cirílico.

El sureste de Europa alrededor del año 850.

Después de la invasión de Bulgaria por Sviatoslav, Gran Príncipe de Kiev, los bizantinos tomaron el control de Bulgaria Oriental. El zar Samuel de Bulgaria, uno de los hermanos Cometopuli, fue proclamado emperador (zar) de Bulgaria. Trasladó la capital de Bulgaria a Skopie y luego a Ohrid, que había sido el centro cultural y militar del sudoeste de Bulgaria desde el gobierno de Boris I. Samuel restableció el poder búlgaro, pero después de varias décadas de conflictos, en 1014, el emperador bizantino Basilio II derrotó a los ejércitos del zar Samuel de Bulgaria, y en cuatro años los bizantinos recuperaron el control sobre los Balcanes (incluida la Macedonia del Norte) por primera vez desde el siglo VII. El rango del patriarcado búlgaro autocéfalo se redujo debido a su subyugación a Constantinopla y se transformó en Arzobispado de Ohrid. A finales del siglo XII, el declive bizantino vio a la región en disputa por varias entidades políticas, incluida una breve ocupación normanda en los años 1080.
A principios del siglo XIII, el Imperio búlgaro revivido consiguió el control de la región. Plagado de dificultades políticas, el imperio no duró, y la región quedó nuevamente bajo control bizantino a principios del siglo XIV.

El sureste de Europa alrededor del año 1241

En el siglo XIV, se convirtió en parte del efímero Imperio serbio, quienes se consideraban liberadores de sus parientes eslavos del despotismo bizantino. En 1346 en la fortaleza de Skopie, Esteban Uroš IV Dušan adoptó el título de emperador y Skopie se convirtió en la capital del imperio serbio.

### Imperio Otomano

Los Balcanes en 1912, antes de la primera guerra balcánica.

Tras la muerte de Dušan, apareció un sucesor débil y las luchas de poder entre los nobles dividieron a los Balcanes una vez más. Estos eventos coincidieron con la entrada de los turcos otomanos en Europa. El Reino de Prilep fue uno de los estados efímeros que surgieron del colapso del Imperio serbio en el siglo XIV. Gradualmente, los Balcanes centrales fueron conquistados por el Imperio otomano y permanecieron bajo su dominio durante cinco siglos como parte de la provincia o Eyalet de Rumelia. El nombre Rumelia (turco: Rumeli) significa "tierra de los romanos" en turco, que se refiere a las tierras conquistadas por los turcos otomanos del Imperio bizantino. A lo largo de los siglos, Rumelia se redujo de tamaño mediante reformas administrativas, hasta que en el siglo XIX constaba de una región del centro de Albania y el noroeste de Macedonia del Norte, con su capital en Manastir o la actual Bitola. Rumelia fue abolida en 1867 y ese territorio de Macedonia se convirtió posteriormente en parte de la provincia de Manastir hasta el final del dominio otomano en 1912.
El levantamiento de los pueblos eslavos contra el Imperio otomano desencadenó la I Guerra de los Balcanes, que terminaría con la disputa de los ejércitos serbios y búlgaros por el territorio macedonio, provocando un segundo levantamiento que acabó con la victoria de Serbia, pasando Macedonia a sus manos mediante el Tratado de Bucarest.

### Yugoslavia
Tras un periodo bajo la jurisdicción del Reino de Serbia, la región de Macedonia pasó a formar parte del Reino de los Serbios, Croatas y Eslovenos en 1918, pasando posteriormente a integrar el Reino de Yugoslavia a partir de 1929. Durante la II Guerra Mundial, el actual territorio de Macedonia del Norte fue invadido por los ejércitos italianos y búlgaros, quienes anexaron el territorio al Reino de Bulgaria entre 1941 y 1944, y posteriormente por la Alemania Nazi, siendo liberada por los partisanos. Tras el fin de la guerra, Macedonia se integró en la República Democrática Federal de Yugoslavia con el nombre de República Socialista de Macedonia, siendo una de las seis repúblicas en las que se organizó administrativamente el país.

### Independencia y disputa por el nombre

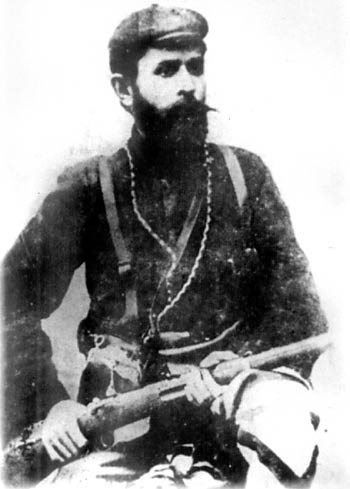
Nikola Karev, presidente de la efímera República Krushevo-Macedonia durante el Levantamiento de Ilinden-Preobrazhenie.

Cuando se inició la disolución de Yugoslavia, durante las guerras yugoslavas, el día 8 de septiembre de 1991 la República de Macedonia declaró su independencia de Yugoslavia. Sin embargo, a diferencia de lo ocurrido en Eslovenia y Croacia, el Ejército yugoslavo no intervino en Macedonia. Bulgaria fue el primer país en reconocer a Macedonia bajo su nombre constitucional. Sin embargo, el reconocimiento internacional del nuevo país fue retrasado por la objeción de Grecia del uso de lo que se consideraba un nombre helénico y símbolo de bandera, así como una cita controvertida de la constitución de la república. La Organización de las Naciones Unidas (ONU) reconoció al estado en 1993 con la referencia provisional de ex República Yugoslava de Macedonia (ERYM), o Antigua República Yugoslava de Macedonia (ARYM) por influjo de su nombre en francés (ancienne république yougoslave de Macédoine).

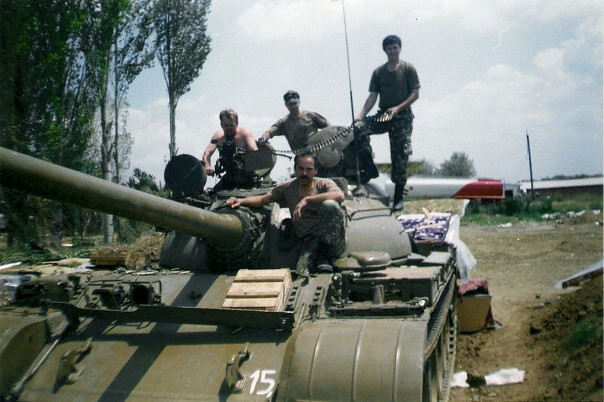
Conflicto de la República de Macedonia de 2001

Grecia impuso un bloqueo comercial en febrero de 1994. Las sanciones fueron levantadas en septiembre de 1995, después de que la República de Macedonia cambiara su bandera y la constitución. Las dos naciones acordaron normalizar sus relaciones, pero el nombre del estado sigue siendo fuente de controversia local e internacional. Después de que el estado fuera admitido en la ONU con la referencia provisional de ARYM, otras organizaciones internacionales adoptaron la misma convención. La mayoría de los diplomáticos son acreditados en la república usando la designación ARYM. Al menos 40 países reconocieron al país por su nombre constitucional, República de Macedonia.
Durante la guerra de Kosovo de 1999, Macedonia cooperó con la OTAN. Unos 360 000 refugiados albaneses de Kosovo entraron a Macedonia durante la guerra, amenazando con romper el equilibrio entre los grupos étnicos eslavo y albanés en el país. Muchos regresaron a Kosovo, pero las tensiones étnicas crecieron. El 13 de agosto de 2001 se llegó a un acuerdo que puso fin a los enfrentamientos entre macedonios y albaneses.

### Adopción de «Macedonia del Norte»

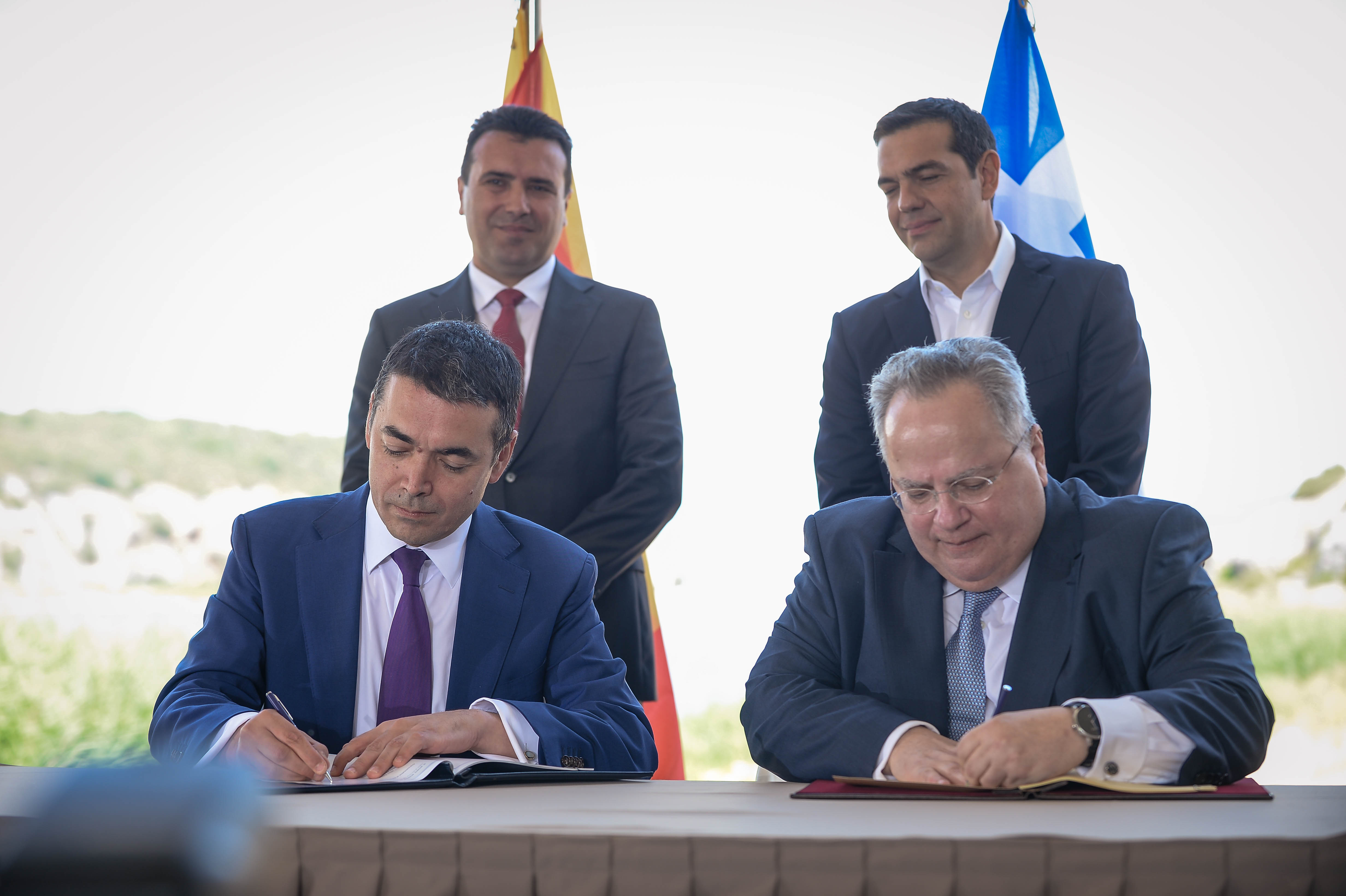
Firma del acuerdo de Prespa el 17 de junio de 2018

En 2018 se firmó el Acuerdo de Prespa con Grecia respecto a la disputa sobre el nombre de Macedonia, por el que el Estado independiente cambiaría de nombre a «Macedonia del Norte». El 30 de septiembre de ese año se celebró un referéndum para aprobar el acuerdo. El resultado no fue concluyente: aunque el voto «Sí» alcanzó la mayoría de sufragios, el referéndum contó apenas con un 36,3 % de participación, un 15 % menos del mínimo exigido. A pesar de ello, el Parlamento macedonio aprobó el cambio de nombre el 11 de enero de 2019, superando levemente los 80 votos requeridos. Posteriormente, el Acuerdo de Prespa fue ratificado por el Parlamento griego, entrando en régimen durante el mes de febrero de 2019. Esto permitió iniciar el proceso para la incorporación de Macedonia del Norte a la OTAN, el cual culminó el 27 de marzo de 2020.

## Símbolos nacionales
Macedonia del Norte mantiene un debate identitario sobre sus símbolos desde la independencia, influido por la polietnicidad de sus habitantes, la historia cruzada de la región y las relaciones con sus vecinos. La creación de una identidad nacional macedonia comenzó a gestarse a finales del siglo XIX, con autores como Georgi Pulevski y Krste Misirkov, y se consolidaría durante la Segunda Guerra Mundial: la invasión del Reino de Bulgaria en 1941. Tras el final de la guerra se llevó a cabo la proclamación de la República Popular de Macedonia dentro de la Federación Yugoslava. La segunda etapa vino con la disolución de Yugoslavia y el auge de Slobodan Milošević, traducida en la independencia de 1991.
Dado que la República no se corresponde con la antigua Macedonia de Alejandro Magno, pues el territorio actual del país no formó parte de aquel reino, el primer presidente macedonio Kiro Gligorov ha defendido el uso del nombre «República de Macedonia» en los siguientes términos:

«Somos macedonios, pero eslavomacedonios. Eso es lo que somos. No tenemos conexión con Alejandro Magno y su Macedonia. Los antiguos macedonios ya no existen, desaparecieron de la historia ya hace mucho. Nuestros ancestros llegaron en el siglo V y VI  d. C».

### Bandera

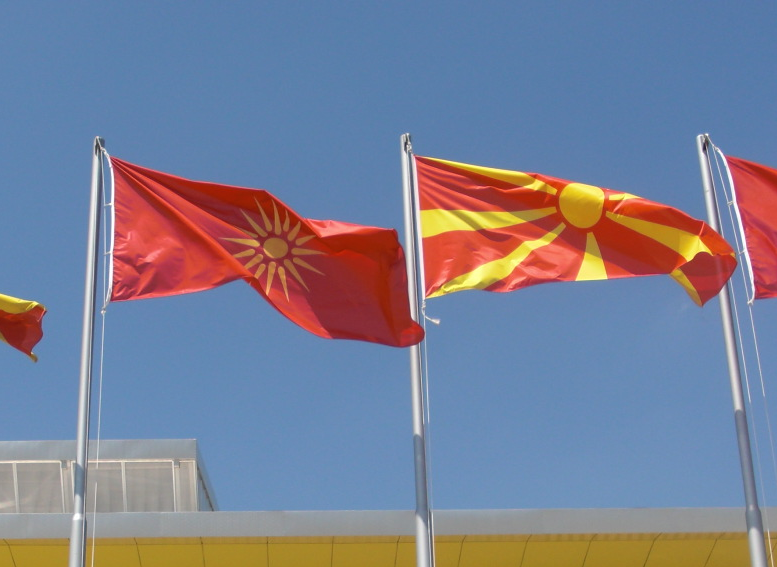
Comparativa entre la bandera del Sol de Vergina y la bandera de la República de Macedonia del Norte, aprobada en 1995.

La bandera fue adoptada el 5 de octubre de 1995, y consiste en un paño de color rojo en el que aparece representado un sol de oro con ocho rayos dorados, extendidos hasta los bordes, que representa la libertad conquistada tras la independencia de Yugoslavia. Fue diseñada por Miroslav Grčev.
Desde 1992 hasta 1995, el país utilizó una bandera roja con el Sol de Vergina o estrella argéada, un símbolo propio de la histórica región griega de Macedonia. El gobierno de Grecia consideraba que tanto el uso del nombre «Macedonia» como ese símbolo representaban «la usurpación de la herencia cultural de un país vecino» y un posible acto de irredentismo sobre toda la región. Después de cuatro años de conflicto diplomático e incluso un bloqueo económico heleno, Macedonia aceptó cambiar la enseña nacional por un diseño inspirado en el original.
La bandera de 1995 es aceptada de forma mayoritaria por los macedonios, pero en algunos municipios la bandera del Sol de Vergina sigue ondeando junto con la bandera oficial.

### Himno nacional
El himno nacional del país se llama Denes Nad Makedonija (en español, «Hoy sobre Macedonia»), compuesto en 1941 con letra de Vlado Maleski y música de Todor Skalovski. La canción se hizo muy popular tras la proclamación de la República Socialista de Macedonia en 1944, y después de la independencia de 1991 fue aprobada como himno oficial.

### Escudo
El escudo es idéntico al utilizado durante la República Socialista, salvo por la eliminación de la estrella roja en 2009. Las figuras centrales representan los paisajes naturales macedonios con la montaña de Shar y el lago Ohrid, rodeados por las plantas del trigo (en la parte superior) y de la amapola (en la inferior). En la base aparece una cinta con un bordado tradicional.
El escudo fue aprobado el 27 de julio de 1946 por la Asamblea del Pueblo de la República Popular de Macedonia. Tras la independencia en 1991 se estudió recuperar el «león copiado a Bulgaria», un león heráldico de oro en un campo de gules, pero esta iniciativa no prosperó por el rechazo de la etnia albanesa, que lo consideraba un símbolo excluyente, y por su parecido con el escudo de Bulgaria. Desde 2014 se debate adoptar un nuevo escudo basado en una ilustración del libro Le blason des armoiries (1581) de Hiérosme de Bara: un león heráldico de gules sobre fondo dorado, con corona mural adornada de perlas y rubís.

Escudo actual de la República de Macedonia del Norte.
Versión estilizada del león macedonio.
Escudo de armas propuesto en 2014.

### Disputa sobre el nombre

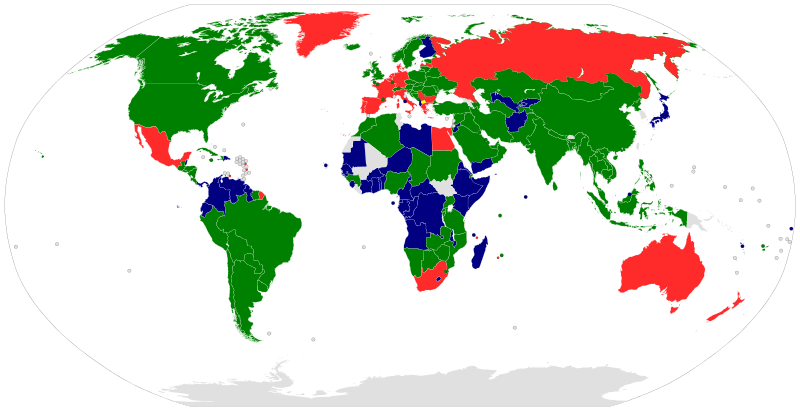
Mapa internacional de la disputa sobre el nombre de Macedonia.
Países que utilizaban "República de Macedonia" en las relaciones diplomáticas bilaterales.
Países que utilizaban "La Antigua República Yugoslava de Macedonia" para todos los fines oficiales.
Países cuya posición oficial sobre el tema era desconocida.
Países que no tienen relaciones diplomáticas con el país

Desde la proclamación de independencia en 1991, se ha mantenido una disputa sobre el nombre de Macedonia entre la República de Macedonia y Grecia. El país heleno se opuso a tres aspectos del nuevo estado: su nombre, por la ambigüedad que generaba con la región griega de Macedonia; la bandera nacional con el Sol de Vergina, símbolo de Filipo II de Macedonia, y varios artículos de la Constitución macedonia que podían implicar pretensiones territoriales. Por esta razón, Grecia desempeñó varias acciones para impedir el uso de esos símbolos: desde bloquear su adhesión a la ONU y la Comunidad Económica Europea, hasta un embargo económico a principios de 1994.
Gracias a la mediación internacional, ambos estados firmaron un acuerdo en 1995: la frontera greco-macedonia se reabriría a cambio de que Macedonia cambiase la bandera y eliminase los párrafos criticados de la Constitución. Sin embargo, el conflicto del nombre siguió pendiente de resolución. Macedonia era miembro de organismos internacionales bajo un nombre provisional, «ex República Yugoslava de Macedonia» (ERYM), mientras que su bandera no fue izada en la Sede de la Organización de las Naciones Unidas hasta la presentación de la nueva enseña en 1995.
La fórmula «ex República Yugoslava de Macedonia» siguió utilizándose en el seno de organismos internacionales, y en relaciones bilaterales por estados como Grecia, Australia, Alemania, España y México. Sin embargo, la mayoría de países con los que Macedonia mantiene relaciones —entre ellos Estados Unidos, Rusia, Reino Unido y China— usaron el nombre constitucional en sus respectivos acuerdos bilaterales.
El 12 de junio de 2018 se anunció que los Gobiernos de ambas naciones acordaron el nombre «República de Macedonia del Norte» como nueva propuesta, la cual debía ser refrendada por los Parlamentos de ambos países y por un referéndum por parte de la Antigua República Yugoslava de Macedonia. Sin embargo, el referéndum realizado no contó con la participación mínima necesaria para su aprobación (solo votó el 36,9 % del censo, y que además no se renovaba desde 2002, siendo en 2018 mayor) y la decisión del cambio de nombre dependió del Parlamento, que lo aprobó en sesión plenaria el 19 de octubre de 2018.
Después de que todas las partes adoptaron todas las medidas intermedias necesarias, el cambio de nombre entró en vigor el 12 de febrero de 2019.

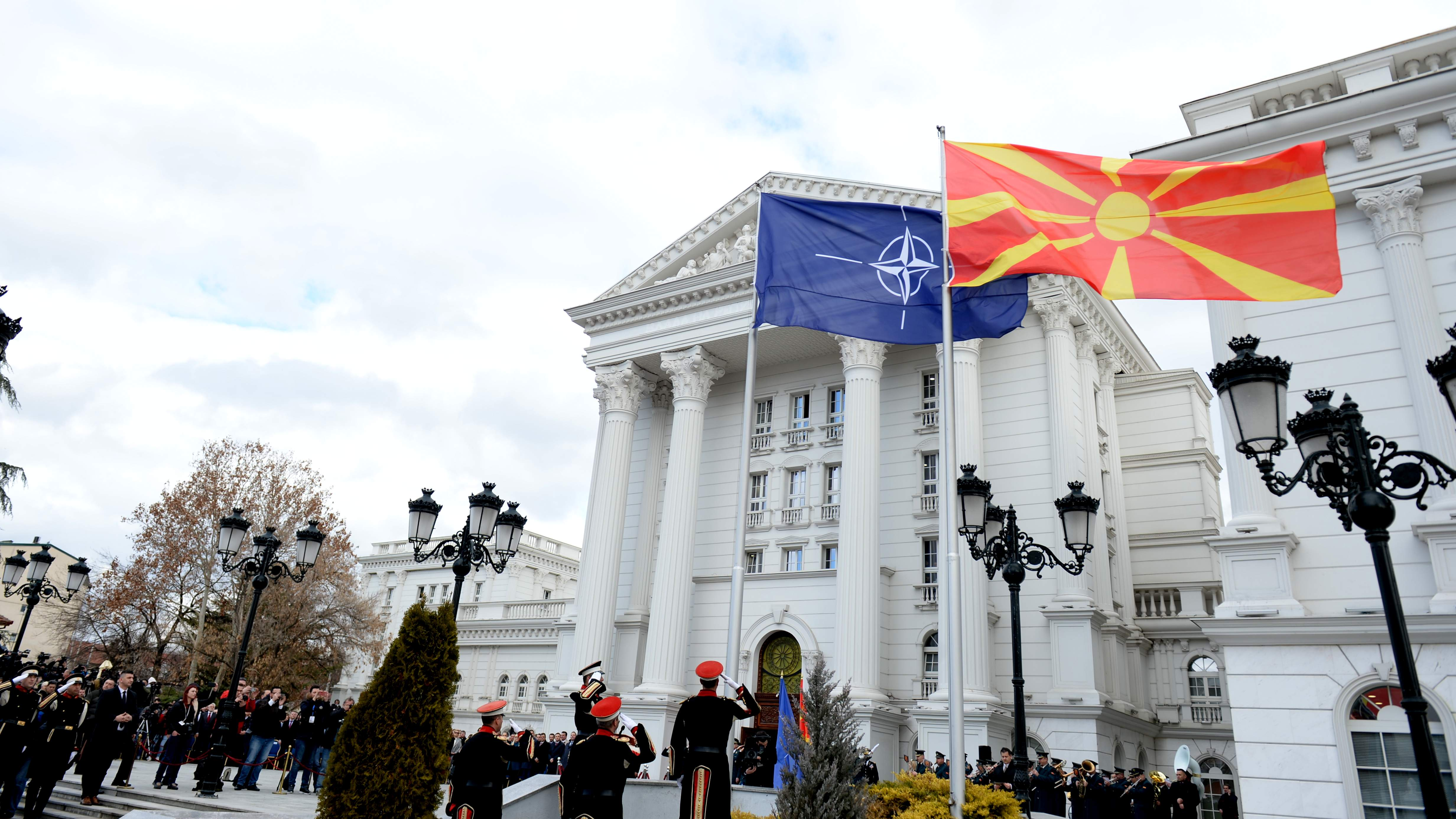
Sede del Gobierno de Macedonia del Norte

## Gobierno y política
Macedonia del Norte es una república parlamentaria, cuya organización política está definida por la Constitución de Macedonia del Norte proclamada el 17 de noviembre de 1991. Esta ley garantiza el Estado de derecho, la democracia y la protección de los derechos individuales y fundamentales. El Gobierno macedonio se basa en la división de poderes en tres ramas: legislativo, ejecutivo y judicial.
En el índice de democracia de 2018 elaborado por The Economist, Macedonia del Norte obtuvo una valoración de 5,87 sobre 10. El país alcanza un notable en el parámetro de procesos electorales y pluralismo, participación política y libertades civiles, pero la media desciende por un aprobado en funcionamiento del Gobierno y un suspenso en cultura política. A lo largo de su historia, el país se ha visto salpicado por diversos escándalos, siendo el más reciente un caso de escuchas ilegales en 2015 que supuso la dimisión del primer ministro Nikola Gruevski.

### División de poderes
El poder legislativo es ejercido por la Asamblea de la República de Macedonia del Norte (Skopie), de tipo unicameral, cuyo máximo representante es el presidente de la Cámara. De acuerdo con la Constitución, puede haber entre 120 y 140 representantes, elegidos por representación proporcional con lista de partido. Actualmente hay 120 diputados, 20 por cada uno de los seis distritos electorales. Hay además tres escaños extra, reservados para la diáspora macedonia, que solo se otorgan si se supera un mínimo de participación. Se celebran elecciones legislativas por sufragio universal directo cada cuatro años. Los dos principales partidos del país son el Partido Democrático por la Unidad Nacional (conservador) y la Unión Socialdemócrata de Macedonia (centroizquierda).
El poder ejecutivo está en las manos del presidente de la República y del Gobierno de Macedonia del Norte. El presidente no tiene poder de carácter ejecutivo; es elegido para un periodo de cinco años mediante sufragio directo, con un máximo de dos mandatos. Sus funciones están limitadas a los términos establecidos por la Constitución, entre ellas la jefatura de Estado y el nombramiento de un candidato para que forme gobierno. Si el presidente de la República queda incapacitado para ejercer sus funciones, será reemplazado de forma temporal por el presidente de la Cámara. La jefatura de Gobierno la ostenta el primer ministro de Macedonia del Norte, a quien corresponde el nombramiento de ministros y las responsabilidades en política interior y exterior, sin límite de mandatos.

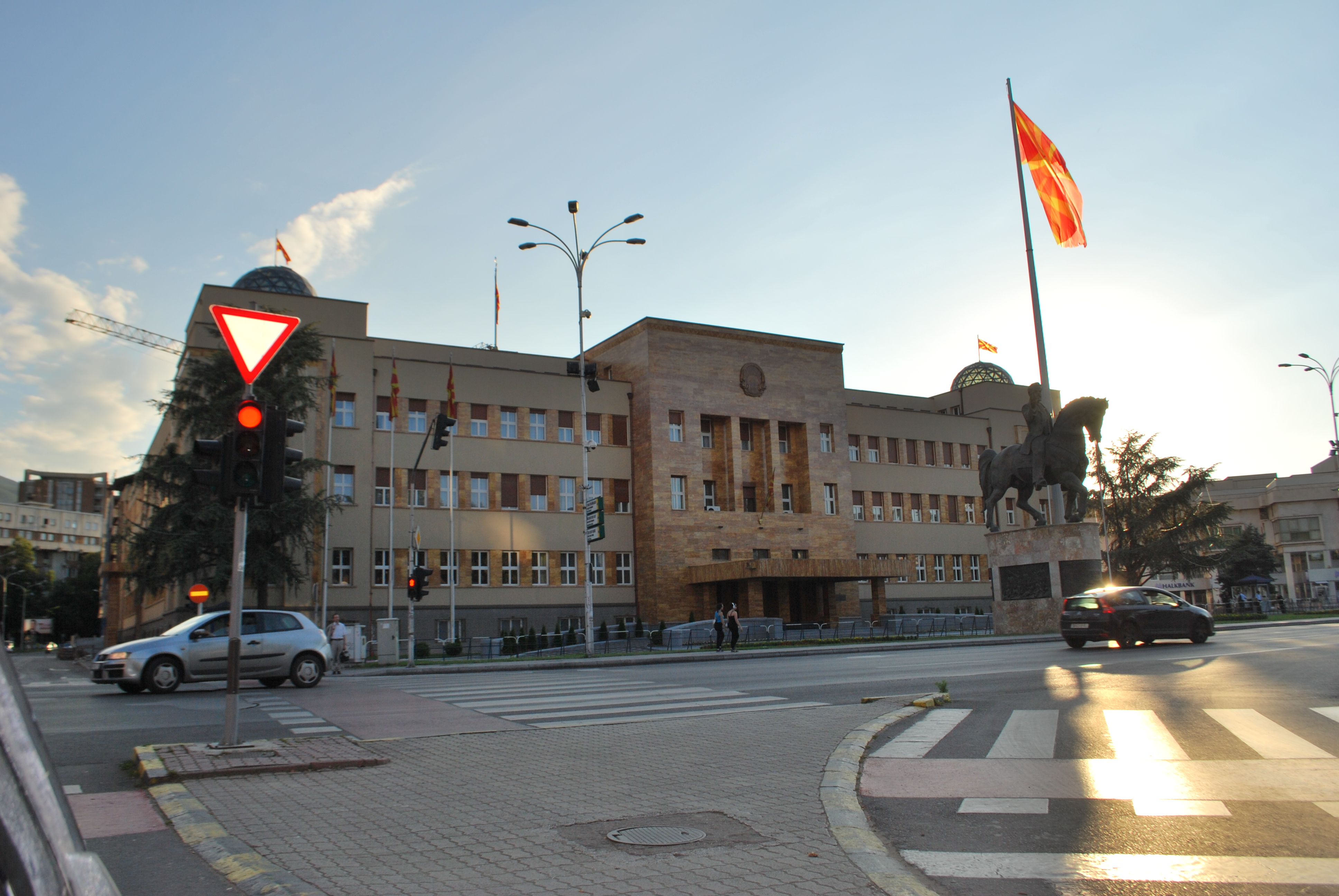
Parlamento de Macedonia del Norte

El poder judicial depende de un sistema jurídico autónomo e independiente, garantizado por la Constitución macedonia y los acuerdos internacionales ratificados. El sistema se divide en varios niveles: juzgados municipales, juzgados de distrito, tribunales de apelación y la Corte Suprema, formada por 22 jueces. Desde 1994 existe un Tribunal Constitucional, compuesta por nueve jueces, que ejerce la función de supremo intérprete de la Constitución. El órgano de gobierno de este poder es el Consejo Judicial Republicano. Los jueces nominan candidatos para la Corte Suprema y estos deberán ser aprobados por la Asamblea por mayoría de dos tercios. Además, no podrán compatibilizar su cargo con cualquier otra actividad o militancia política. El derecho macedonio sigue la tradición continental.

### Relaciones exteriores
Macedonia del Norte mantiene relaciones bilaterales con 167 estados y gestiona 48 misiones diplomáticas (entre embajadas y consulados). El país se convirtió en miembro de la Organización de las Naciones Unidas el 8 de abril de 1993, dieciocho meses después de independizarse de la República Federativa Socialista de Yugoslavia. Durante la disputa sobre el nombre del Estado, figuró en los tratados internacionales como «Antigua República Yugoslava de Macedonia». Es también miembro del Consejo de Europa, el Banco de Pagos Internacionales, la Organización para la Alimentación y la Agricultura, la Interpol, la Unesco y la OTAN, entre otras instituciones.
La política exterior de la Macedonia del Norte independiente ha estado marcada por fricciones con todos sus vecinos, siendo más famosa la disputa sobre los símbolos nacionales con Grecia. Sus aspiraciones para ingresar a la Unión Europea y a la OTAN con su nombre constitucional causaron enfrentamientos con el gobierno heleno, que llegó a vetar su ingreso de ambas entidades hasta que el conflicto no quedara resuelto. A pesar de esa polémica, ambos estados han mantenido buenas relaciones económicas.

Los desencuentros también han sido habituales con Bulgaria, en especial sobre los orígenes del idioma macedonio y la nacionalidad de personajes históricos que nacieron en la actual Macedonia del Norte pero son reconocidos búlgaros. Con Serbia, su Iglesia Ortodoxa no reconoce la autocefalía de los ortodoxos macedonios. Y respecto a Albania y la República de Kosovo, a la que reconocen oficialmente desde la declaración de independencia en 2008, depende en gran medida de la situación étnica entre macedonios y albaneses.

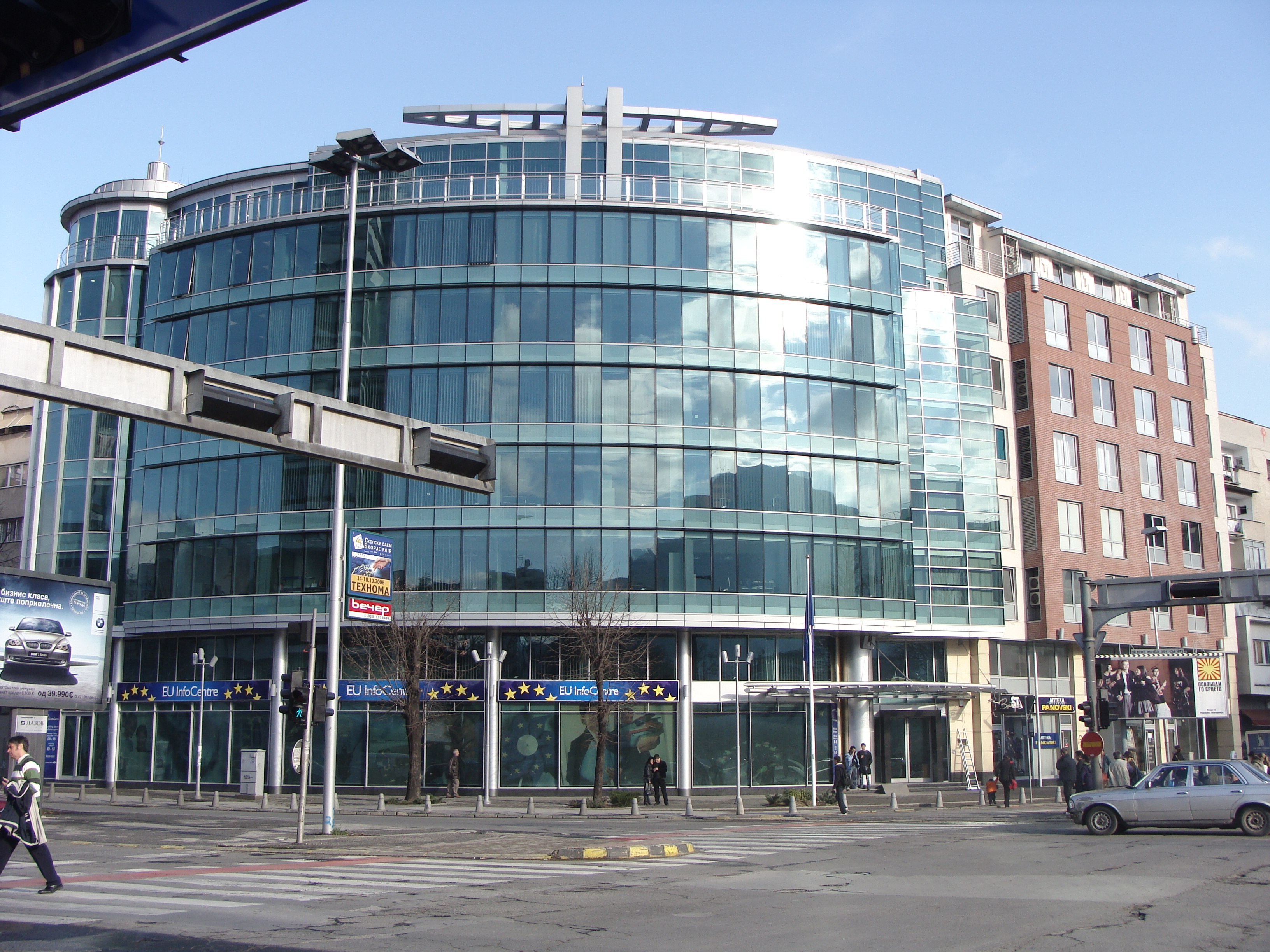
Sede de la Unión Europea en Skopie.

#### Adhesión de Macedonia del Norte a la Unión Europea

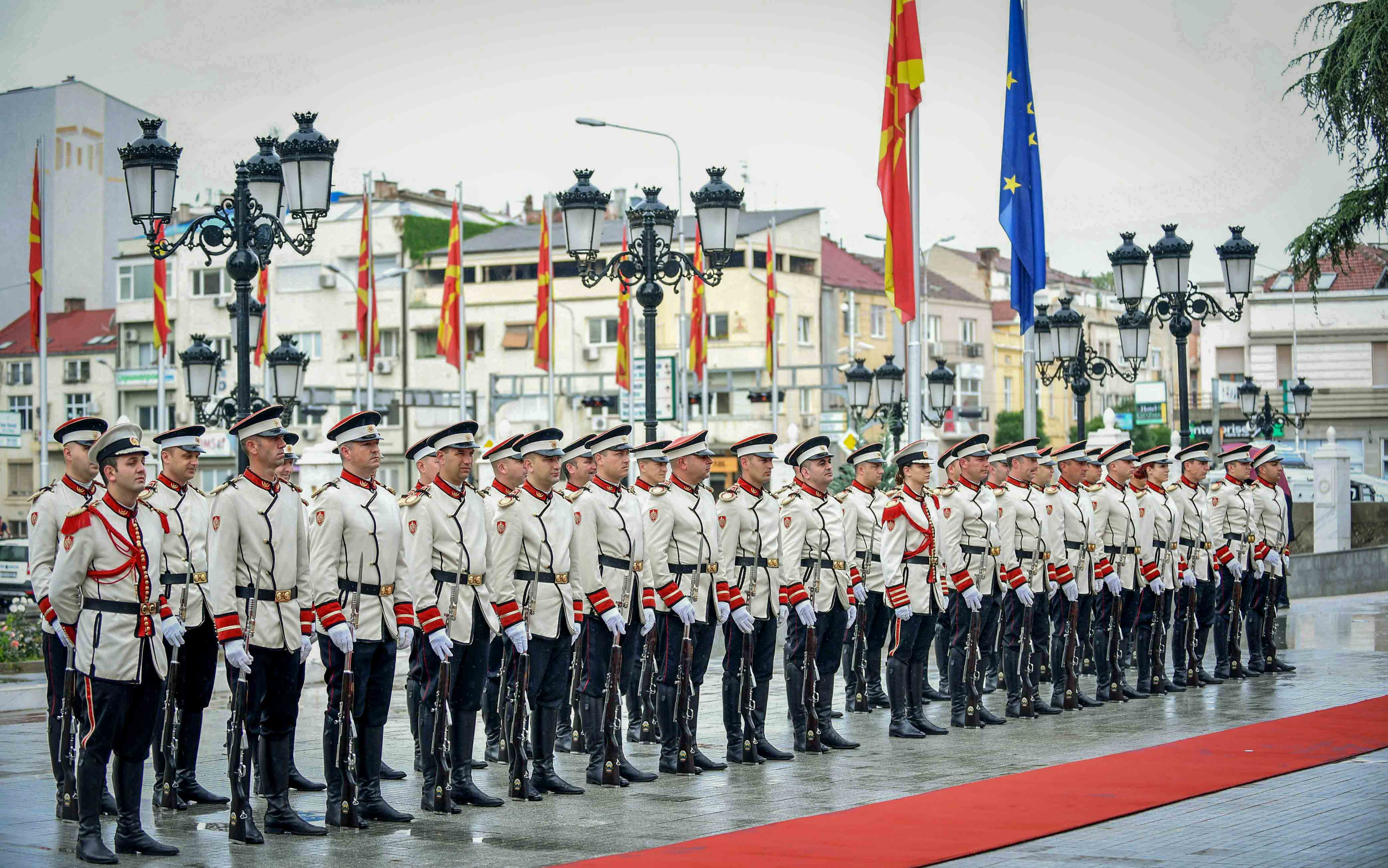
Tropas del Ejército de Macedonia del Norte

La República de Macedonia del Norte obtuvo en diciembre de 2005 el estatus de candidato oficial a la adhesión como miembro de la UE tras haberlo solicitado formalmente en enero de 2004.
Un obstáculo importante para el proceso de adhesión fue la objeción no resuelta de la República por parte de Grecia sobre su nombre, ya que Grecia argumentó que implicaba ambiciones territoriales hacia la propia provincia norteña de Grecia, Macedonia. Si bien el país prefirió ser llamado por su nombre constitucional, República de Macedonia, la Unión Europea, en reconocimiento de las preocupaciones planteadas por Grecia, mantuvo la práctica de reconocerlo solo como la "antigua República Yugoslava de Macedonia", un compromiso de "provisional referencia" introducida por las Naciones Unidas en 1993. Grecia, como cualquier otro país de la UE, tiene poder de veto contra nuevas adhesiones y bloqueó la adhesión de Macedonia debido a la disputa por el nombre.
El 12 de junio de 2018, se llegó a un acuerdo entre el primer ministro griego, Alexis Tsipras, y su homólogo macedonio, Zoran Zaev, conocido como el acuerdo Prespa, en virtud del cual el país pasaría a llamarse "República de Macedonia del Norte". Como parte de este acuerdo, Grecia retiró explícitamente su oposición anterior, lo que permitió a la UE aprobar el 26 de junio de 2018 una vía para iniciar las negociaciones de adhesión.
Aunque Bulgaria fue el primer país en reconocer la independencia de la entonces República de Macedonia, la mayoría de sus académicos, así como el público en general, no reconocen que el idioma macedonio y la nación formada tras el fin de la Segunda Guerra Mundial estén separados del búlgaro propiamente dicho. Como parte de los esfuerzos por encontrar una solución a la disputa del nombre de Macedonia con Grecia, la constitución macedonia se modificó dos veces (en 1995 y luego nuevamente en 2018) para excluir formalmente cualquier posible aspiración territorial hacia los países vecinos.
Algunos políticos macedonios consideran que el territorio búlgaro es parte de una gran Macedonia, afirmando que la mayoría de la población allí son macedonios étnicos oprimidos. Macedonia y Bulgaria firmaron un tratado de amistad para mejorar sus complicadas relaciones en agosto de 2017. En 2018 se formó una comisión conjunta sobre cuestiones históricas y educativas para que sirviera como foro donde se pudieran plantear y discutir cuestiones históricas y educativas controvertidas.
En octubre de 2019, Bulgaria estableció una "Posición neutral" advirtiendo que bloquearía el proceso de adhesión a menos que Macedonia del Norte cumpliera con las demandas con respecto a la ideología antibúlgara en el país, y, en última instancia, sobre un "proceso de construcción nacional en curso", basado en el negacionismo histórico de la identidad, la cultura y el legado búlgaros en la región más amplia de Macedonia.
Los políticos búlgaros afirman que Macedonia del Norte sigue siendo el único país de la OTAN, que es candidato a la UE, cuya política se basa en dogmas lingüísticos e históricos comunistas aceptados por la ASNOM. Con respecto al idioma macedonio, Bulgaria aconseja a la UE que evite utilizar el término "idioma macedonio" durante las negociaciones de adhesión y, en su lugar, utilice el término "idioma oficial de la República de Macedonia del Norte", reafirmando que no reconoce el idioma como separado del búlgaro. En Macedonia del Norte, esto se percibe ampliamente como un ataque directo a su identidad e idioma nacionales.
En septiembre de 2020, Bulgaria envió un memorando explicativo al Consejo de la Unión Europea que contiene su posición marco sobre la adhesión de Macedonia del Norte. El 17 de noviembre de 2020, Bulgaria se negó a aprobar el marco de negociación de la Unión Europea para Macedonia del Norte, bloqueando efectivamente el inicio oficial de las conversaciones de adhesión con este país debido al lento progreso en la implementación del Tratado de Amistad de 2017 entre los dos países.
El veto recibió la condena de algunos intelectuales y las críticas de los observadores internacionales. Una encuesta realizada en noviembre de 2020 por Alpha Research a 803 personas de Bulgaria encontró que el 83,8 % de los búlgaros estaban en contra de la adhesión de Macedonia del Norte a la UE hasta que se resuelva la disputa histórica, solo el 10,2 % de los búlgaros apoyaban la adhesión.

### Fuerzas armadas
El Ejército de Macedonia del Norte fue creado en 1992; su comandante en jefe es el presidente de la República y depende del Ministerio de Defensa. Las fuerzas armadas se componen de dos ramas: las fuerzas terrestres y la Brigada de Aviación y Defensa Aérea. En total dispone de unos 9000 soldados en activo y 16 000 reservistas. El servicio militar fue eliminado en 2006; desde entonces se le considera un ejército profesional, similar al de otros Estados europeos. En 2015, el gasto militar suponía un 1,06 % del PIB.
El ingreso de Macedonia del Norte en la OTAN estuvo condicionado a la resolución de la disputa sobre el nombre del país. Entretanto, ha participado en numerosos programas de mantenimiento de la paz con la propia OTAN, las Fuerzas Armadas de Europa y la Asociación para la Paz. Finalmente, el país balcánico ingresó en la Organización del Tratado del Atlántico Norte el 27 de marzo de 2020, convirtiéndose en el miembro número 30.

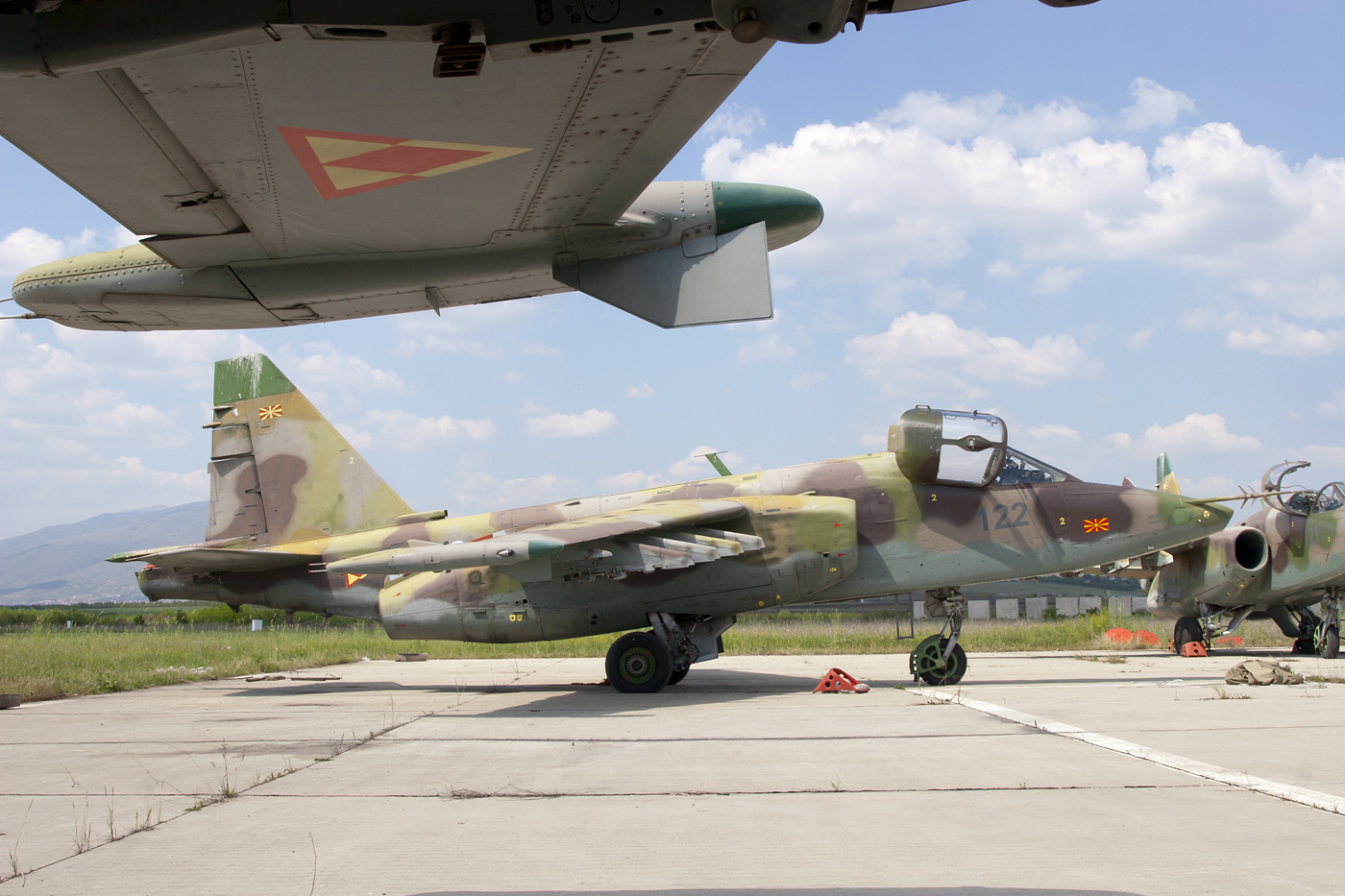
Aviones Su-25 de la Fuerza Aérea de Macedonia del Norte

Por su parte, cabe destacar que el ejército ha desplegado soldados en la Fuerza Internacional de Asistencia para la Seguridad (ISAF), el EUFOR Althea, el KFOR, la guerra de Afganistán y la guerra de Irak.

### Derechos humanos
En materia de derechos humanos, respecto a la pertenencia a los siete organismos de la Carta Internacional de Derechos Humanos, que incluyen al Comité de Derechos Humanos (HRC), Macedonia del Norte ha firmado o ratificado:
| Macedonia del Norte | Tratados internacionales | Tratados internacionales | Tratados internacionales | Tratados internacionales | Tratados internacionales | Tratados internacionales | Tratados internacionales | Tratados internacionales | Tratados internacionales    | Tratados internacionales | Tratados internacionales | Tratados internacionales | Tratados internacionales    | Tratados internacionales    | Tratados internacionales | Tratados internacionales  | Tratados internacionales    | Tratados internacionales  |
| --- | --- | ------------------------ | --- | --- | ------------------------ | --- | ------------------------ | --- | --------------------------- | --- | ------------------------ | --- | --------------------------- | --------------------------- | ------------------------ | ------------------------- | --------------------------- | ------------------------- |
| Macedonia del Norte | CESCR | CESCR                    | CCPR | CCPR | CCPR                     | CERD | CED                      | CEDAW | CEDAW                       | CAT | CAT                      | CRC | CRC                         | CRC                         | CRC                      | MWC                       | CRPD                        | CRPD                      |
| Macedonia del Norte | CESCR | CESCR-OP                 | CCPR | CCPR-OP1 | CCPR-OP2-DP              | CERD | CED                      | CEDAW | CEDAW-OP                    | CAT | CAT-OP                   | CRC | CRC-OP-AC                   | CRC-OP-SC                   | CRC-OP-CP                | MWC                       | CRPD                        | CRPD-OP                   |
| Pertenencia | Macedonia del Norte ha reconocido la competencia de recibir y procesar comunicaciones individuales por parte de los órganos competentes. | Sin información.         | Macedonia del Norte ha reconocido la competencia de recibir y procesar comunicaciones individuales por parte de los órganos competentes. | Macedonia del Norte ha reconocido la competencia de recibir y procesar comunicaciones individuales por parte de los órganos competentes. | Firmado y ratificado.    | Macedonia del Norte ha reconocido la competencia de recibir y procesar comunicaciones individuales por parte de los órganos competentes. | Sin información.         | Macedonia del Norte ha reconocido la competencia de recibir y procesar comunicaciones individuales por parte de los órganos competentes. | Firmado pero no ratificado. | Macedonia del Norte ha reconocido la competencia de recibir y procesar comunicaciones individuales por parte de los órganos competentes. | Sin información.         | Macedonia del Norte ha reconocido la competencia de recibir y procesar comunicaciones individuales por parte de los órganos competentes. | Firmado pero no ratificado. | Firmado pero no ratificado. | Sin información.         | Ni firmado ni ratificado. | Firmado pero no ratificado. | Ni firmado ni ratificado. |
| Firmado y ratificado, firmado, pero no ratificado, ni firmado ni ratificado, sin información, ha accedido a firmar y ratificar el órgano en cuestión, pero también reconoce la competencia de recibir y procesar comunicaciones individuales por parte de los órganos competentes. | |                          | | |                          | |                          | |                             | |                          | |                             |                             |                          |                           |                             |                           |

## Organización territorial

Mapa de municipios de Macedonia del Norte.

A nivel administrativo, Macedonia del Norte está compuesta por 80 municipios (en macedonio: општини, opštini), divididos a su vez en urbanos y rurales. El nuevo sistema entró en vigor en 2004. Cada municipio tiene un gobierno local, una capital y un alcalde elegido por sufragio universal, cuyas competencias están definidas por ley. Skopie está compuesta por diez municipios y tiene un estatus especial definido en la Constitución.
Los municipios pueden descentralizar su labor en pueblos o barrios, con competencias determinadas por el gobierno municipal. Sin embargo, esas entidades menores no pueden tener naturaleza política. En lo que respecta a la polietnicidad del país, una minoría étnica podrá usar su propio idioma en la administración local si supera el 20 % de la población municipal.
Por otro lado, Macedonia del Norte está subdividida en ocho regiones estadísticas (регион, regioni). A diferencia de lo que sucede con los municipios, las regiones no están consideradas división territorial oficial: solo se utilizan para obtener datos estadísticos y coordinar las políticas económicas locales.

### Ciudades
En Macedonia del Norte hay un total de 1 637 localidades. Según el censo de 2002, el 59,5 % de los macedonios viven en municipios urbanos. Skopie es la capital y ciudad más habitada del país con más de 460 000 habitantes, el 25 % de la población nacional, y si se tuviese en cuenta la región de Skopie la cifra ascendería a 571 000 personas. Muy por debajo se encuentran los municipios de Bitola (74 550), Kumanovo (70 842) y Prilep (66 246). El municipio de Tetovo, al noroeste del país y fronterizo con Kosovo, es el primero donde la población de etnia albanesa supera en número a la macedonia. El país sufre un éxodo rural, por el que 150 pueblos han sido abandonados y otros 450 están a punto de serlo.
Las regiones más densamente pobladas son Skopie y Polog, ambas concentradas en el noroeste del país y alrededor del valle del río Vardar. La suma de Skopie, Tetovo y Gostivar representa el 43 % de la ciudadanía nacional, y son además las que presentan un mayor crecimiento demográfico, motivado por dos razones: la población rural se traslada a la capital en busca de oportunidades, y la etnia albanesa tiene una mayor tasa de natalidad. El sur del país presenta un crecimiento inferior, pero en ella se encuentran importantes ciudades como Bitola, Prilep, Štip, Strumica, Kavadarci.

## Geografía

Mapa físico de Macedonia del Norte.

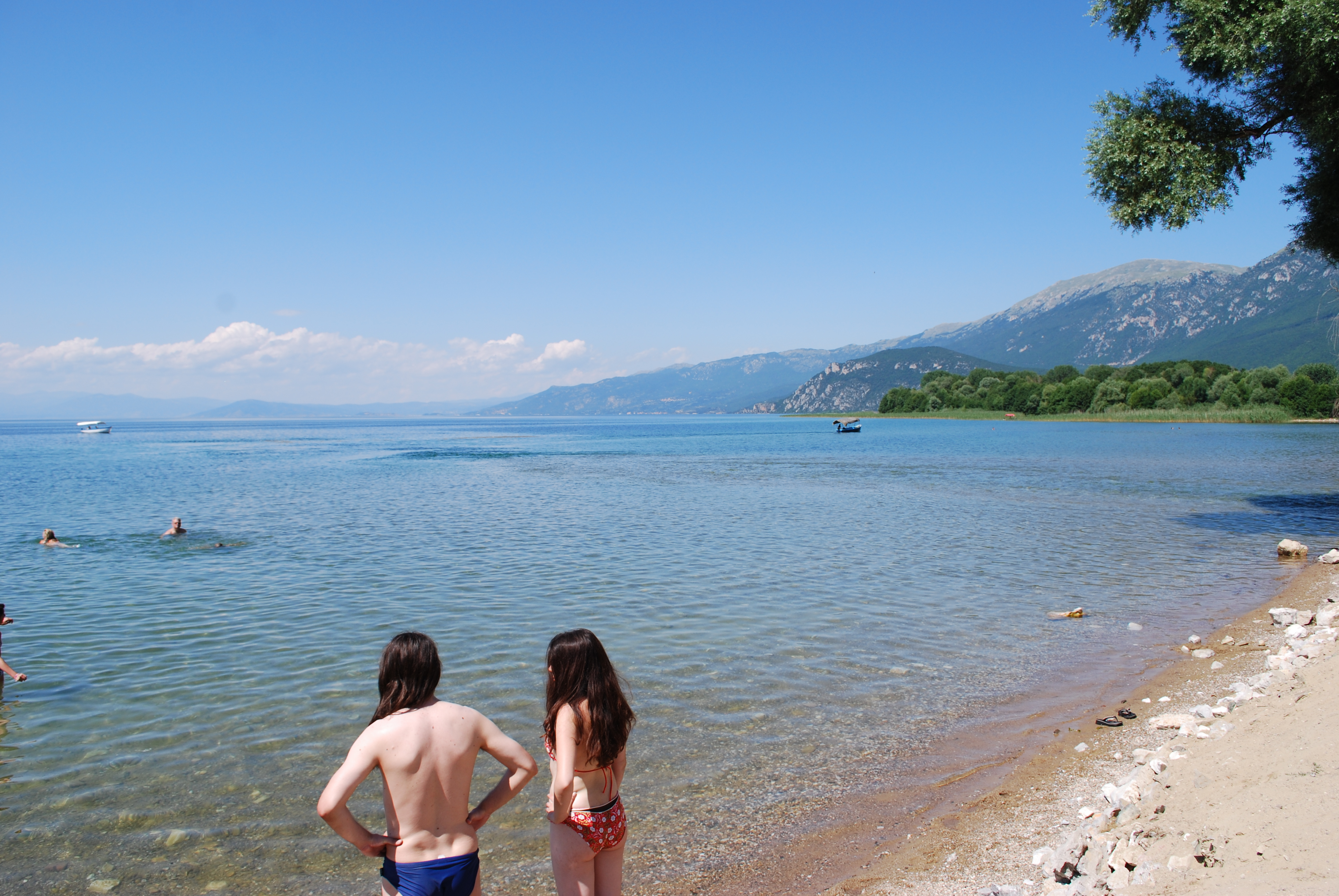
Playa de San Naum en Macedonia del Norte

Macedonia del Norte es un estado del sureste de Europa, ubicado en el centro de la península de los Balcanes. Sin salida al mar, está rodeada al sur por Grecia, al este por Bulgaria, al norte por Serbia y Kosovo y al oeste por Albania. Su área total es de 25 713 km².
El terreno es mayoritariamente montañoso, situado entre los montes Šar y los Osogovske planina alrededor del valle del río Vardar. Tres grandes lagos (Ohrid, Prespa y Doiran) se encuentran en la frontera meridional de la República, divididos por la frontera con Albania y Grecia.
La región es sísmicamente activa y ha sido lugar de terremotos destructivos en el pasado, el más reciente en 1963 cuando Skopie fue severamente dañada por un gran terremoto.
La ciudad más grande del país es, por mucho, Skopie, la capital, con una población estimada de 600 000 habitantes. Después de Skopie, las ciudades más grandes son Bitola, Kumanovo, Prilep y Tetovo con poblaciones que van desde los 50 000 hasta los 120 000 habitantes.

### Clima
En el país hay cuatro estaciones diferentes, con veranos cálidos y secos e inviernos moderadamente fríos y nevados. El rango de temperaturas que se registra a lo largo del año oscila entre los -20 °C en invierno y los 40 °C en verano. Las bajas temperaturas invernales están influenciadas por los vientos del norte, mientras que las temporadas de calor durante el verano surgen debido a la presión subtropical del Mar Egeo y a las influencias climáticas de Oriente Medio, provocando estas últimas periodos de sequía.
Hay tres zonas climáticas principales en el país: suavemente continental en el norte, mediterráneo templado en el sur y montañoso en las zonas de gran altitud. A lo largo de los valles de los ríos Vardar y Strumica, en las regiones de Gevgelija, Valandovo, Dojran, Strumica y Radoviš, el clima es mediterráneo templado. Las regiones más cálidas son Demir Kapija y Gevgelija, donde la temperatura en julio y agosto supera con frecuencia los 40 °C.
La precipitación media anual varía entre 1.700 mm en la zona montañosa occidental y 500 mm en la zona oriental. En el valle de Vardar las precipitaciones son escasas, con 500 mm anuales. El clima y la diversidad de riego permiten el cultivo de diferentes tipos de plantas, como el trigo, el maíz, la patata, la amapola, el cacahuete y el arroz. Existen treinta estaciones meteorológicas principales y regulares en el país.

### Ecología
Los biomas presentes en Macedonia del Norte son el bosque templado de frondosas y el bosque mediterráneo. Según WWF, el territorio de Macedonia del Norte se reparte entre cuatro ecorregiones diferentes:
- Bosque mixto de los montes Ródope, en el extremo oriental
- Bosque esclerófilo y mixto del Egeo y Turquía occidental, en el sureste
- Bosque mixto de los montes Pindo, en el oeste
- Bosque mixto balcánico, en el resto del país

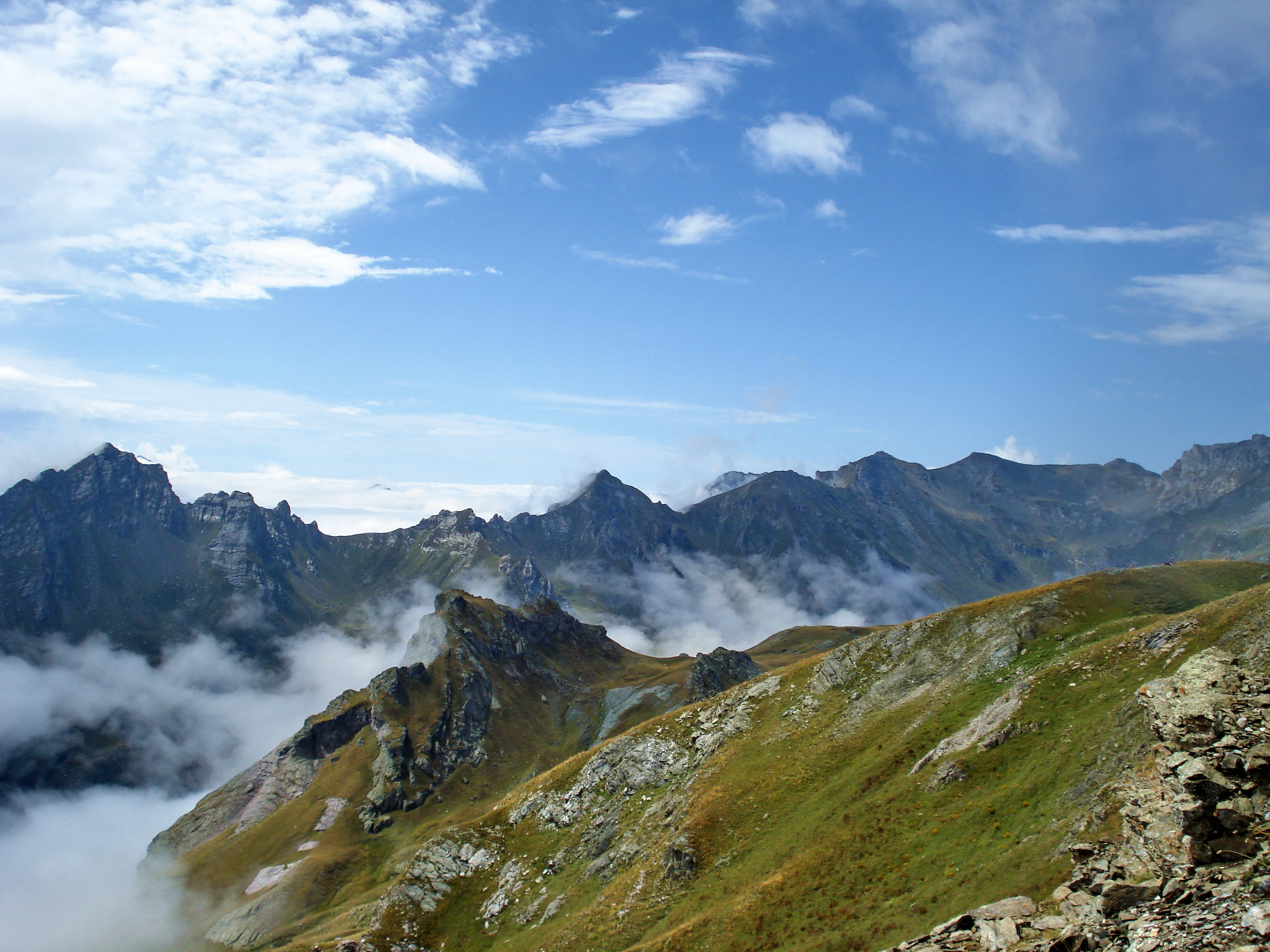
Monte Korab.
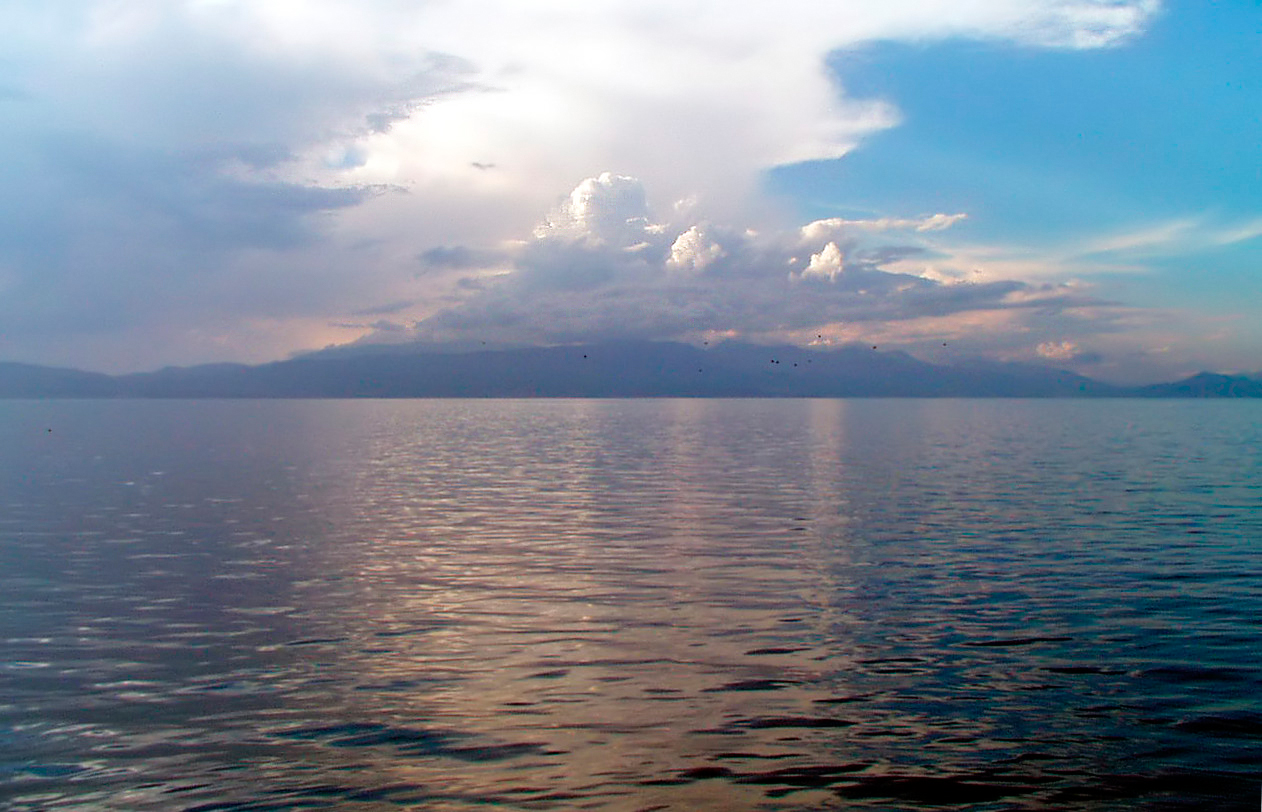
Lago Ohrid.
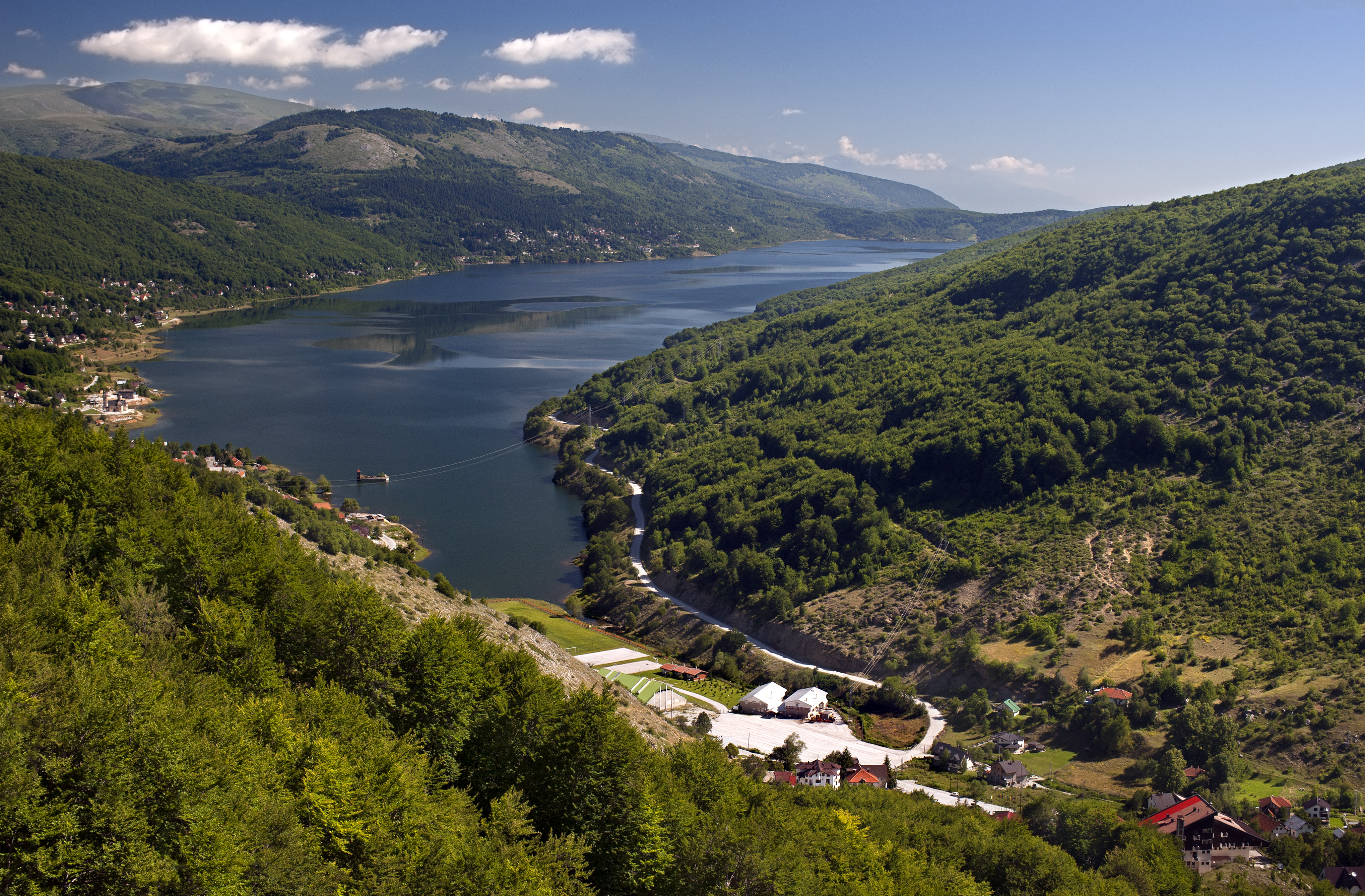
Mávrovo.
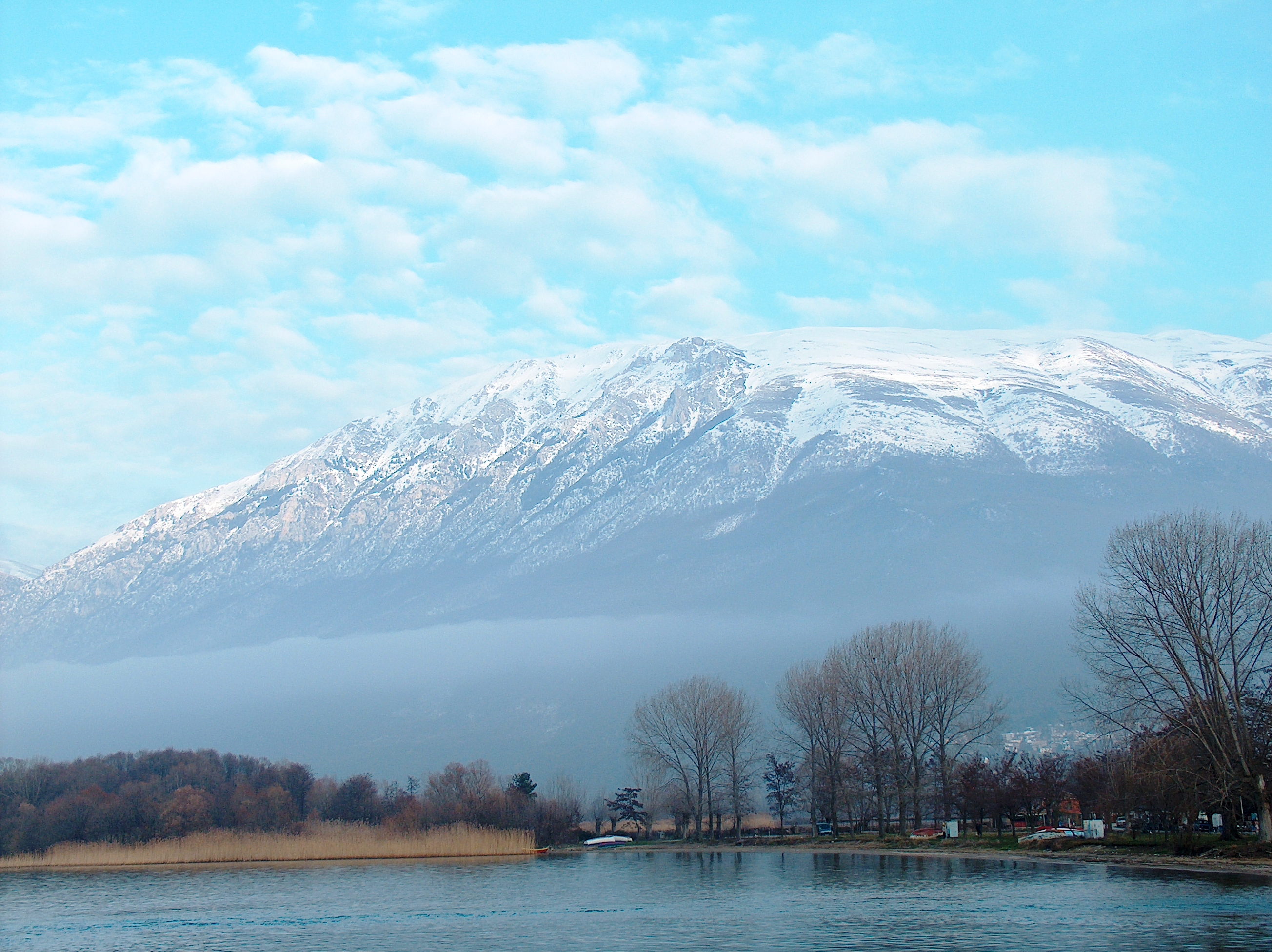
Montaña Galichica.
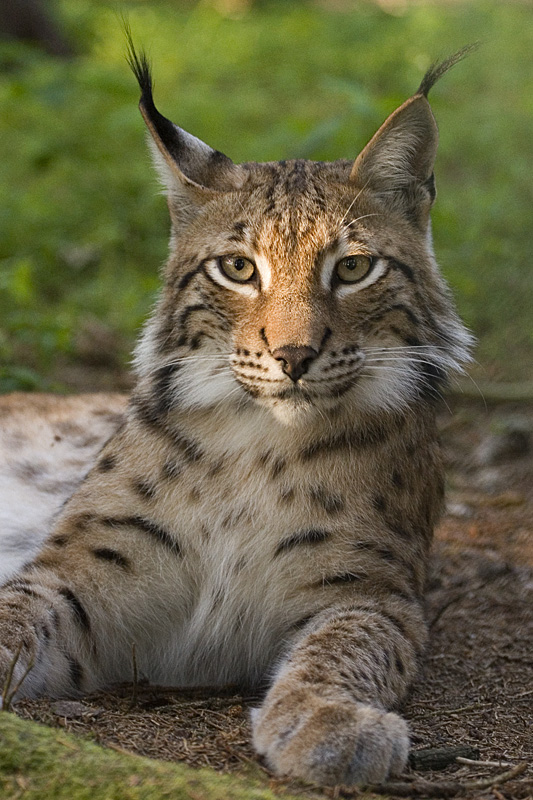
Lince común.
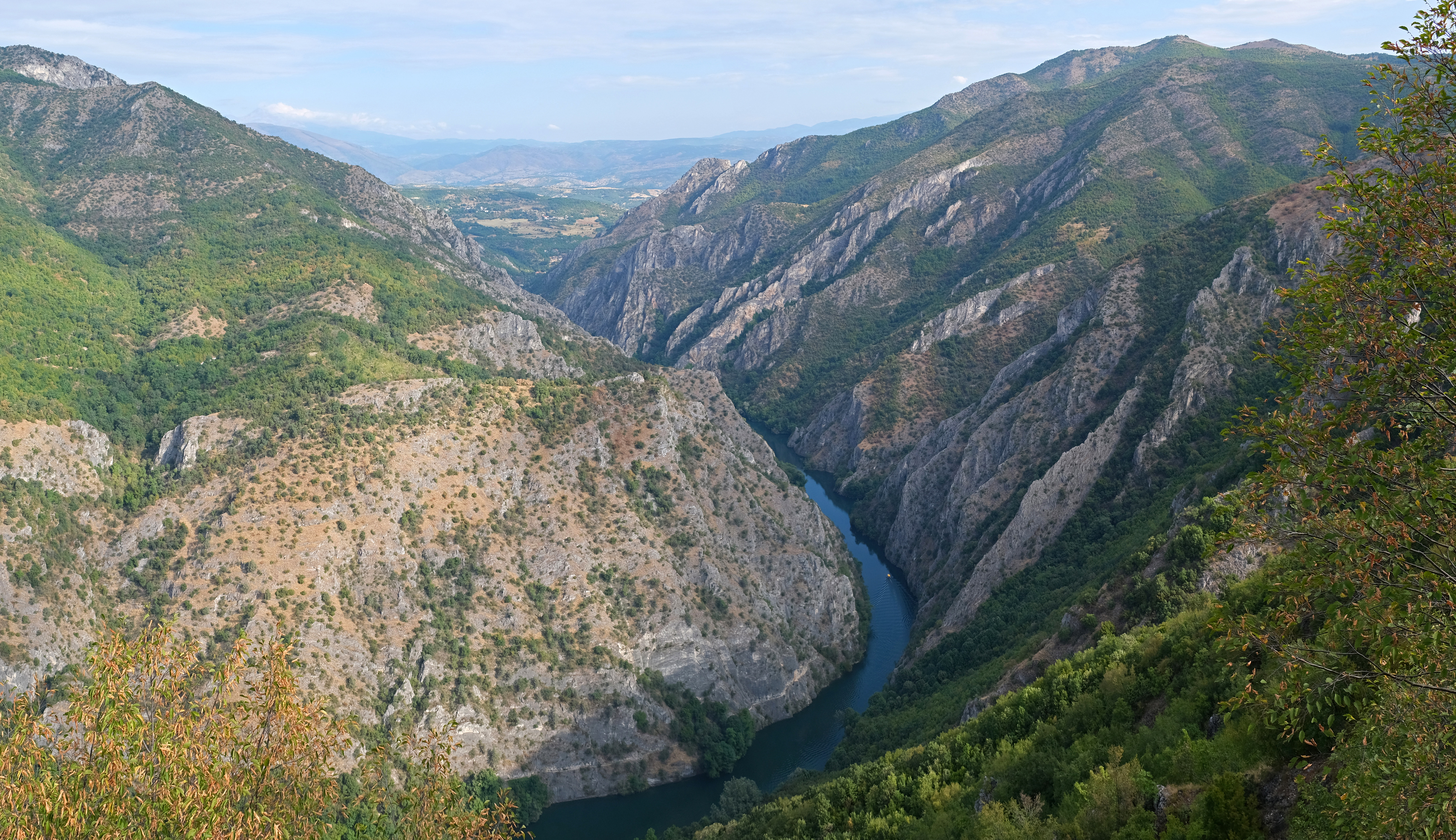
Cañón Matka

## Economía

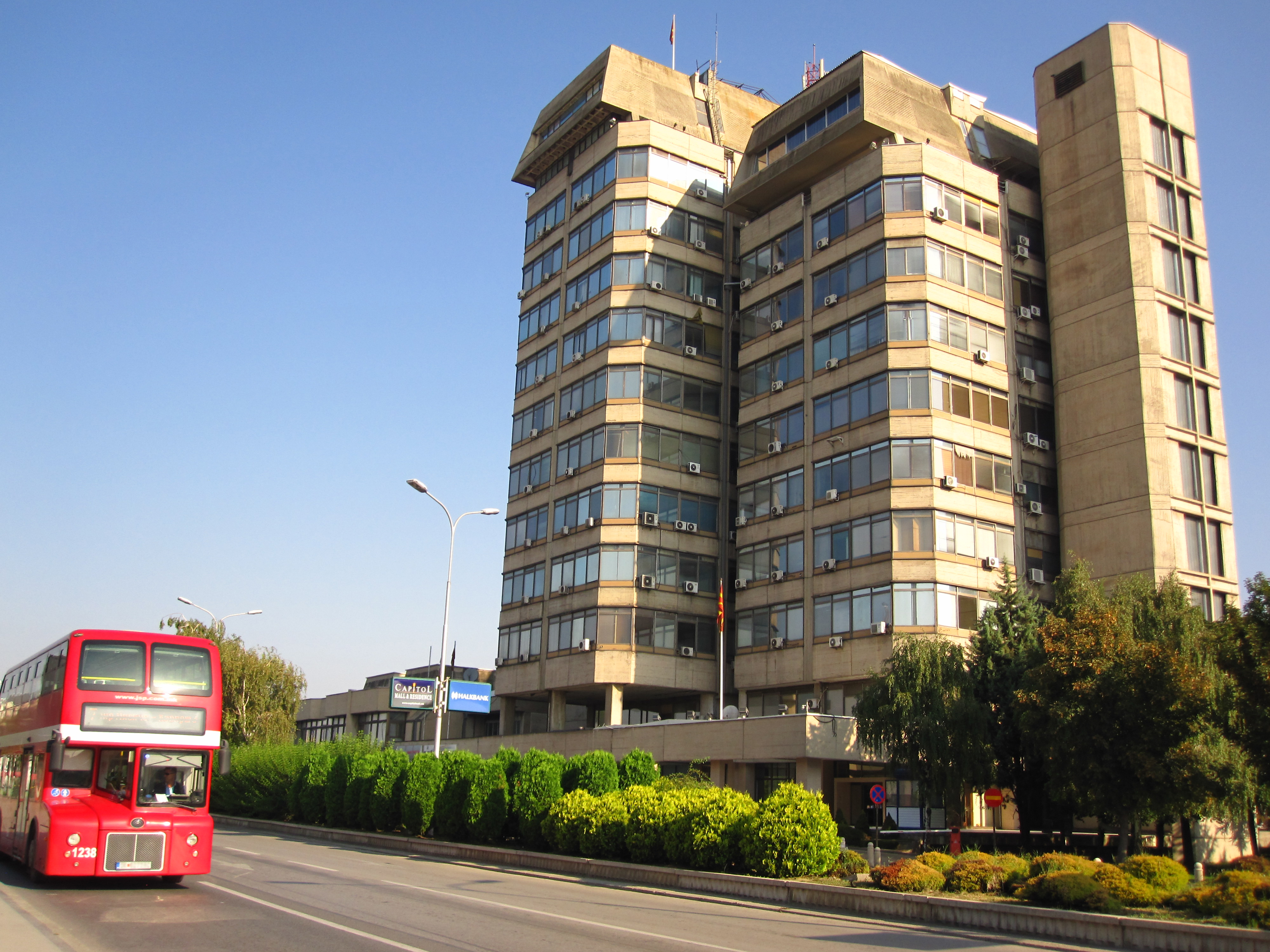
Banco Nacional de la República de Macedonia del Norte.

Según el Fondo Monetario Internacional, Macedonia del Norte tiene una economía de mercado en vías de desarrollo y con una tasa de inflación estable, pero penalizada por la baja inversión extranjera, las crisis políticas y su vulnerabilidad en el escenario internacional. El reparto por sectores en el PIB de 2017 fue el siguiente: servicios (62,5 %), industria (26,6 %) y agricultura (10,9 %).
Históricamente, Macedonia del Norte ha sido la región más pobre de la península balcánica, una zona rural sin apenas industria hasta el siglo XX. Con la integración en Yugoslavia, el gobierno de Tito emprendió una ambiciosa reforma agraria a través de expropiaciones, así como una industrialización planificada que tuvo impacto en la economía local: el sector primario, en el que trabajaba más del 80 % de la población antes de 1945, redujo su peso al 57 % en 1961 y a tan solo el 22 % en 1981. El sector secundario de aquel entonces se limitaba a las necesidades del conjunto de Yugoslavia: producción de electricidad, cromo, tabaco, textiles y materiales de construcción. A pesar de la industrialización, la economía macedonia seguía dependiendo de las importaciones y mantuvo una tasa de desempleo estructural del 20 %.

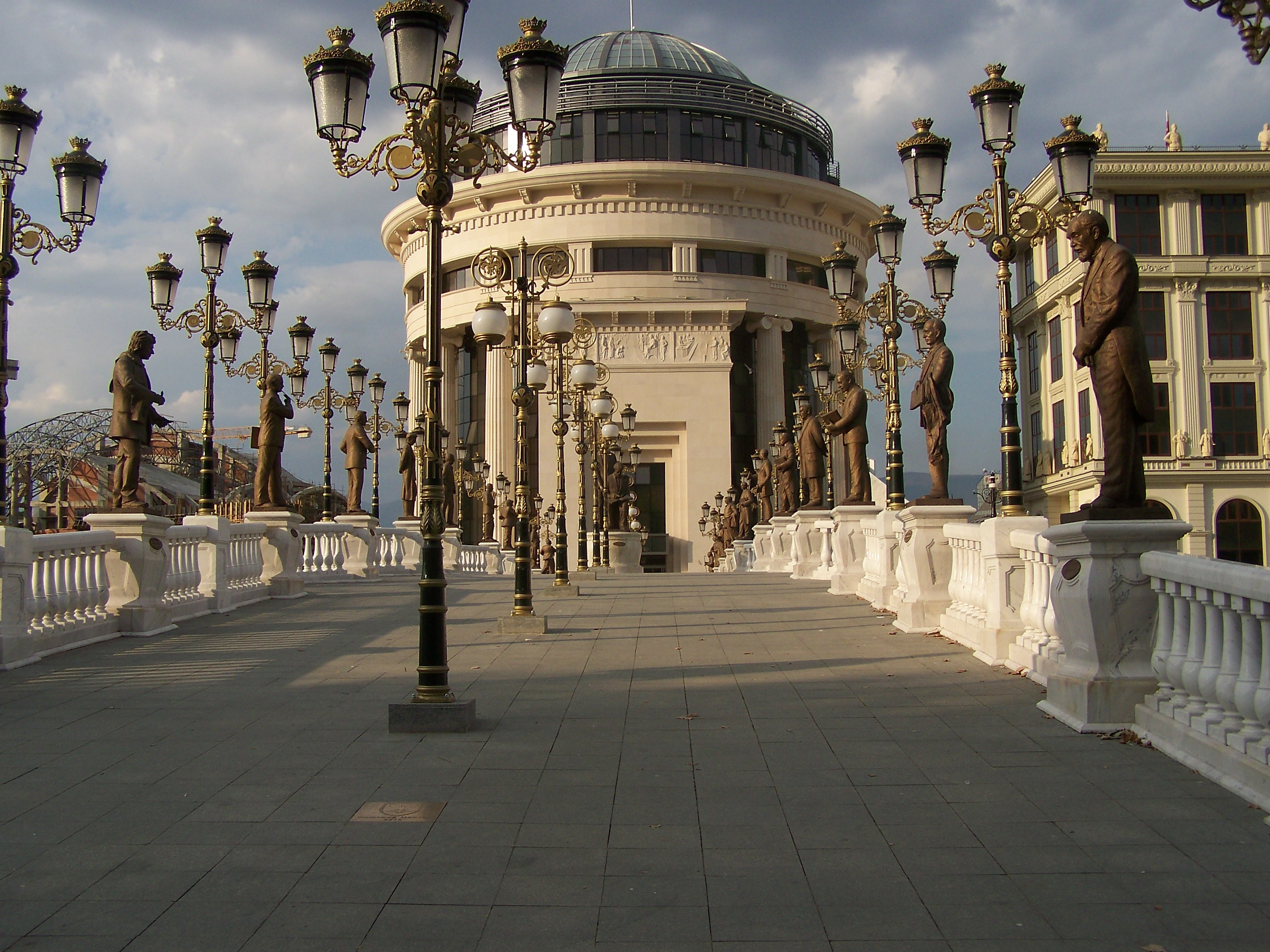
Oficina de Policía Financiera de Macedonia del Norte

Después de la independencia, Macedonia del Norte tuvo que afrontar la transición hacia una economía de mercado con una dificultad añadida: la pérdida de sus mercados de exportación, como consecuencia del bloqueo de Grecia y de las guerras yugoslavas. La actividad comercial cayó un 60 %, el desempleo se disparó hasta el 40 % en 1998, se acentuaron las diferencias económicas entre Skopie y el resto de municipios, y el Estado estuvo al borde de la bancarrota. En 1995 se sentaron las bases de la recuperación económica gracias al acuerdo greco-macedonio, e incluso se dio inicio a un programa de privatizaciones que no concluiría hasta 2001. Desde la década de 2000, el país ha afianzado un crecimiento sostenido del PIB y se ha marcado la adhesión en la Unión Europea como objetivo prioritario. La tasa de paro, aunque sigue siendo elevada, se ha reducido hasta el 23 % en 2016.
El bloqueo de las exportaciones en los años 1990 consolidó una bolsa de economía irregular que aún hoy representa un elevado porcentaje del PIB, favorecida en algunas regiones por la cultura local. Otros problemas son el blanqueo de capitales, combatido con una nueva legislación en 2014; el elevado coste operacional, y los casos de corrupción tanto a pequeña escala como en el ámbito político.
Casi medio millón de personas abandonaron el país desde 1991 hasta 2010, debido principalmente a la muy alta tasa de desempleo (30 %) y a los bajos salarios.
Según el Índice mundial de innovación, a cargo de la Organización Mundial de la Propiedad Intelectual, en 2024, Macedonia del Norte se ubicó en lugar 58 en innovación entre 133 países del mundo; mientras que en 2023, ocupó el lugar 54 y el lugar 66 en 2022.

### Inversión extranjera
Los principales socios comerciales de Macedonia del Norte son los Estados miembros de la Unión Europea, y en menor medida los países de la península balcánica. Macedonia del Norte suele exportar hacia Alemania (más del 25 %), Bulgaria, Italia, Serbia y Kosovo, en su mayoría catalizadores y materias primas, e importa productos de Alemania, Reino Unido, Rusia, Grecia e Italia, casi todo bienes de consumo. La balanza comercial macedonia es deficitaria porque el país necesita importar la mayoría de sus productos para salir adelante, y además se ha visto afectada por crisis internacionales como la crisis de la eurozona. El Estado ha firmado acuerdos de estabilización comercial con la Unión Europea y con Turquía.

De igual modo, la inversión extranjera ha sido tradicionalmente escasa. Debido al bloqueo económico griego por la disputa sobre el nombre de Macedonia, en 1993 el país recibió tan solo 812 000 dólares de inversiones, frente a los más de 330 millones de dólares en 2007. Actualmente, Macedonia del Norte ocupa el 98.º puesto en inversión extranjera directa. Gracias a los acuerdos con la Unión Europea, el Estado ha podido reducir la dependencia comercial de Grecia. Con el objetivo de atraer inversión foránea, el gobierno macedonio instauró en 2007 un impuesto plano del 12 % para las empresas.
| Balanza comercial | Balanza comercial | Balanza comercial | Balanza comercial |
| Exportaciones a   | Exportaciones a   | Importaciones de  | Importaciones de  |
| País              | Porcentaje        | País              | Porcentaje        |
| ----------------- | ----------------- | ----------------- | ----------------- |
| Alemania          | 44,32 %           | Alemania          | 12,64 %           |
| Serbia            | 8,73 %            | Reino Unido       | 9,70 %            |
| Bulgaria          | 6,03 %            | Serbia            | 8,10 %            |
| Italia            | 4,04 %            | Grecia            | 7,80 %            |
| Grecia            | 3,69 %            | China             | 6,10 %            |
| Otros             | 33,19 %           | Otros             | 55,66 %           |

### Agricultura

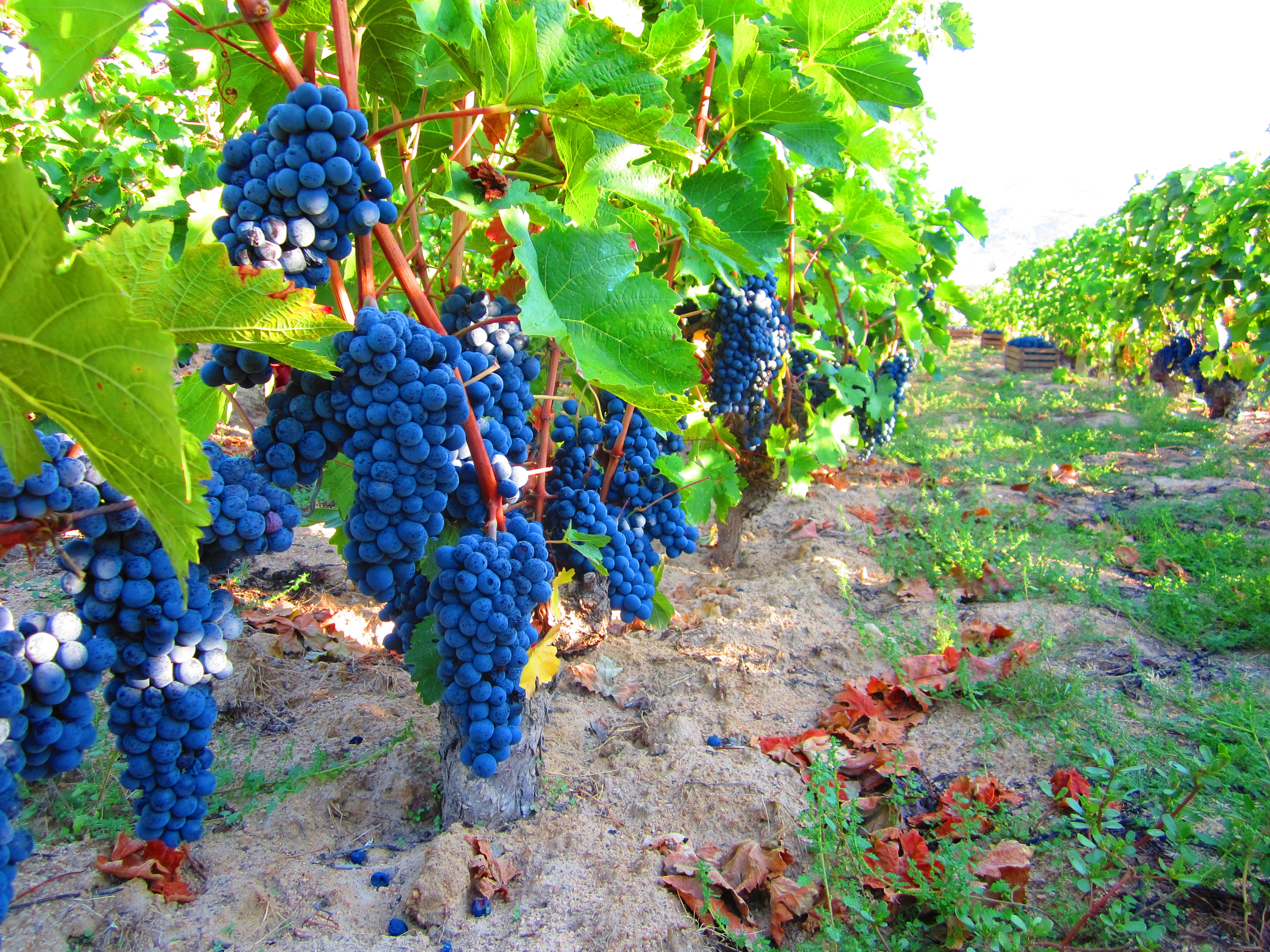
Viñedo en Skopie.

La agricultura juega un papel importante en la economía macedonia, pues representa un porcentaje en el PIB superior a la media europea. En el Estado hay un total de 10 140 km² de tierras agrícolas, aproximadamente el 39% del territorio nacional. Las tierras destinadas a producto agrícola representan el 70 % de la producción, mientras que el resto se dedican al ganado ovino, vacuno y porcino. Hay dos tipos de explotaciones: las privadas son pequeñas y representan el 80 % del total, mientras que el 20 % restante son campos industriales públicos, heredados del sistema socialista. Los agricultores nacionales tienen que enfrentarse a la sequía y a una excesiva fragmentación de granjas.
En 2015, el sector primario ha representado el 12 % de las exportaciones totales de Macedonia del Norte, en su mayoría dirigidas al resto de la península balcánica y a las vecinas Bulgaria y Grecia. El producto líder en exportación es el tabaco (35 %), seguido del vino (15 %), frutas y hortalizas (10 %) y carne de cordero (5,7 %). Alrededor de los más de 80 viñedos macedonios se ha generado una incipiente industria vinícola. Al sur del país se concentran las principales granjas de cereales (trigo, maíz, avena y arroz).

### Industria
La industria macedonia está centrada en los sectores agroalimentario, manufactura textil y metalúrgico. Por influencia de la agricultura hay numerosas empresas dedicadas al procesado de alimentos. La metalurgia, antes alimentada por las minas locales, depende cada vez más de la exportación de metales. La extracción minera se concentra sobre todo en el cromo y en menguantes depósitos de cobre. Las minas de cobre de Radoviš y Pehčevo, en la parte oriental, fueron cerradas en 2008 y transformadas en centros de obtención y transformación de metales. Por su parte, las fábricas de Macedonia trabajan metales importados como níquel, hierro y acero, bajo control de ArcelorMittal y Makstil (filial de Duferco).
Algunas de las principales empresas macedonias son Alkаloid (medicamentos), Granit (constructora), Makpetrol (hidrocarburos), Prilepska Pivarnica (cerveza), Rade Končar (conductores) y ZK Pelagonija (agricultura).

### Turismo

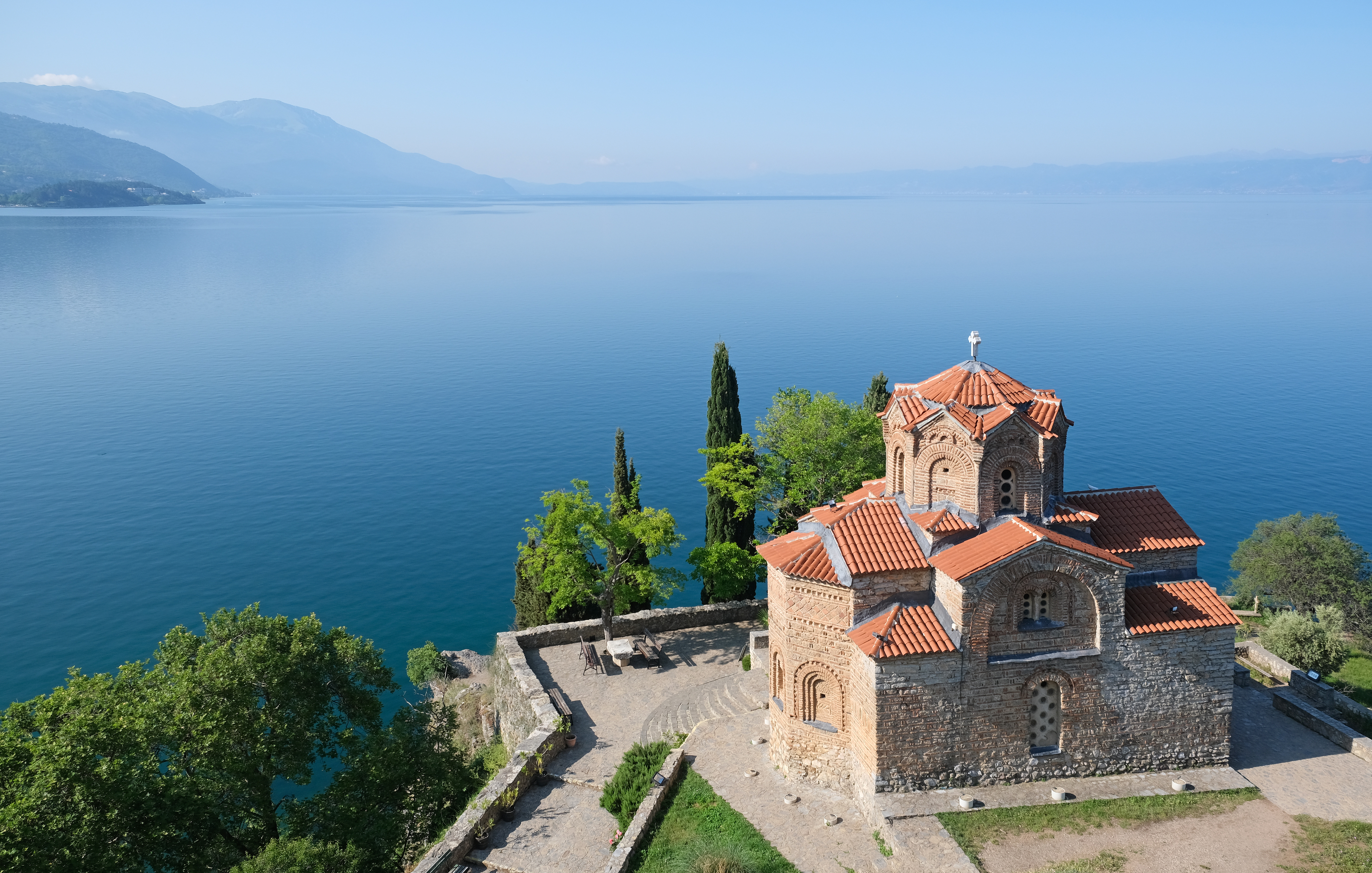
Iglesia de San Juan Kaneo.

Macedonia del Norte es miembro de la Organización Mundial del Turismo desde 1995. Desde la independencia, el país ha intentado impulsar el turismo internacional aludiendo tanto a la herencia histórica como a los numerosos reclamos culturales y naturales de los que dispone. Las contribuciones de este sector representaron hasta un 1,4 % del PIB en 2015. Según cifras oficiales del gobierno, hubo un total de 262 000 turistas extranjeros en 2011, lo que supone un alza superior al 14 %. Sin embargo, se trata de una cifra baja si se compara con los datos de la etapa yugoslava, cuando más de 689 000 turistas vinieron en 1987.
Sin salida al mar, los mayores atractivos naturales son las montañas, tres parques nacionales (Mávrovo, Galichica y Monte Baba) y 33 reservas naturales. La capital turística es Ohrid, único bien cultural macedonio entre los Patrimonios de la Humanidad de la Unesco y famosa por su lago, el monasterio de San Pantaleón de Ocrida y la Fortaleza de Samuel. Son candidatas a entrar en lista las Torres de Marko (Prilep) y el observatorio astronómico de Kokino (Staro Nagoričane) que data de la Edad de Bronce. La capital Skopie perdió parte de su legado por el terremoto de 1963, pero conserva algunos vestigios otomanos y ha reconstruido edificios de inspiración neoclásica.

## Demografía

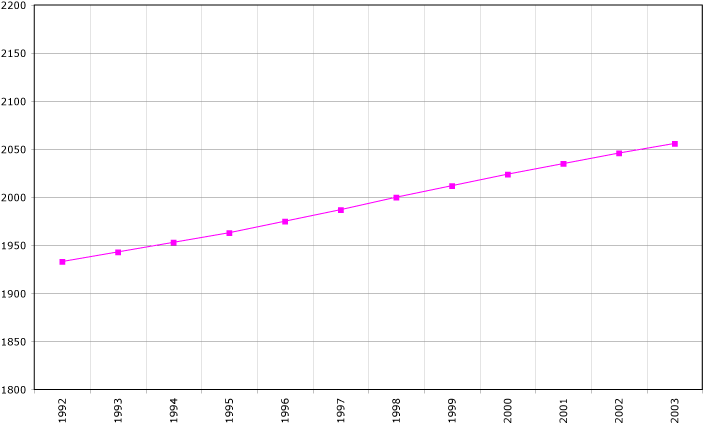
Tabla demográfica de Macedonia del Norte.

Según el censo oficial de 2002, Macedonia del Norte contaba con una población de 2 022 547 habitantes, mientras que la población estimada en 2015 ascendía esa cifra a 2 070 226 habitantes. Las mujeres suponen el 49,9 % del total, de modo que el índice de masculinidad es ligeramente superior.
A diferencia de otros países, en la actual Macedonia del Norte no pudo establecerse un censo fiable hasta 1948, en tiempos de la República Socialista de Macedonia. El primer recuento deparaba un total de 1 152 986 habitantes a comienzos de los años 1950. Desde entonces la población ha ido en aumento, hasta superar los dos millones en 1991. Pese a las salidas migratorias, la anteriormente conocida como Antigua República Yugoslava de Macedonia no se vio tan afectada por las guerras yugoslavas como sus vecinos y pudo mantener un crecimiento progresivo.

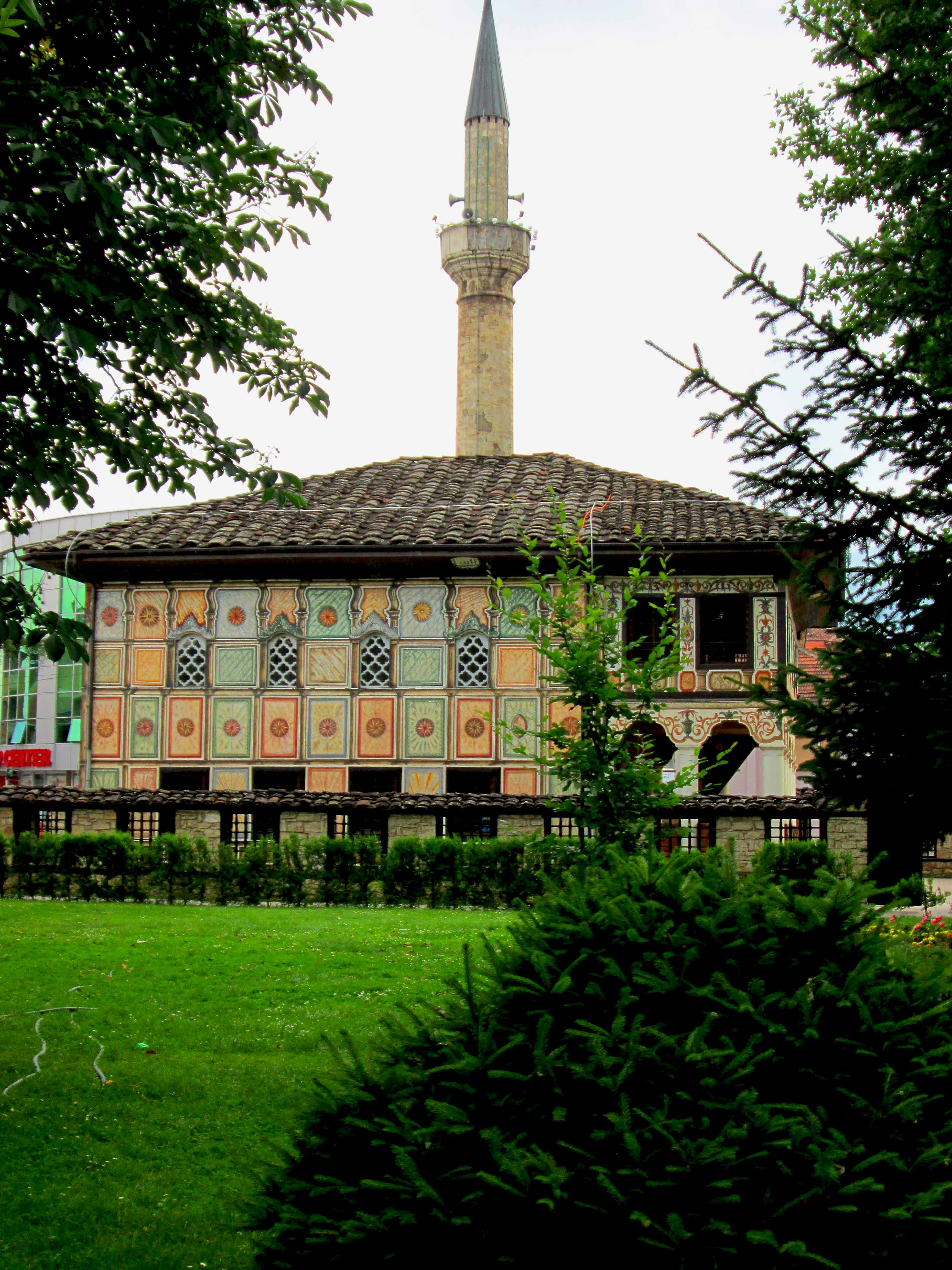
Una mezquita en Tetovo, los musulmanes constituyen por lo menos 1/3 de la población del país.

La tasa de fertilidad es de 1,52 hijos por mujer, frente a los 4 hijos de media que se tenían en los años 1960. Tal descenso responde a varias causas, tales como la situación económica familiar, el aumento de la edad media de matrimonio y la inserción de la mujer en el mercado laboral. Para intentar solventarlo, el gobierno macedonio otorga desde 2008 una ayuda familiar de 120 euros al mes a partir del tercer hijo.
La población macedonia está envejeciendo, pero a un nivel menor que el resto de Europa Occidental. La esperanza de vida ha aumentado cinco años entre 1980 y 2011, hasta alcanzar los 74,8 años de media. El 11,6 % de la población en 2009 formaba parte de la tercera edad, mientras que los menores de 15 años representaban el 17,7 % ese mismo año.
Existe una numerosa comunidad macedonia en el exterior; muchos pudieron salir del país en la segunda mitad del siglo XX.
Macedonia del Norte ha perdido el 10% de su población entre 2002 y 2021. Actualmente el saldo migratorio es negativo.

### Composición étnica

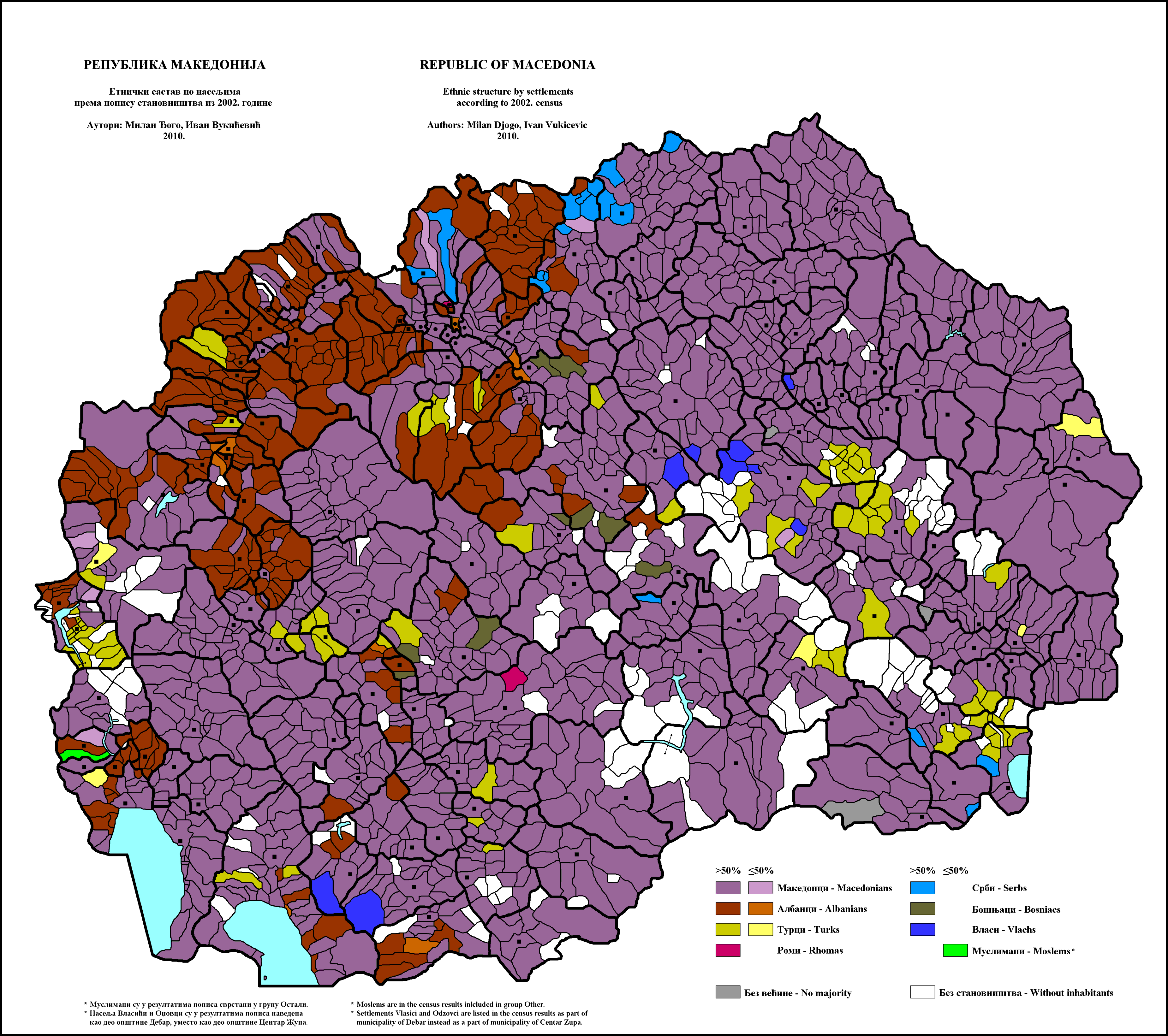
Mapa de la República de Macedonia del Norte por grupos étnicos.

El país cuenta con una población diversa según su origen. Del censo de más de dos millones de habitantes, pueden distinguirse los siguientes grupos étnicos: macedonios (1 297 981 personas, 64 %), albaneses (509 083 personas, 25,2 %), turcos (77 959, 3,9 %), romaníes (53 859 personas, 2,7 %), serbios (35 939 personas, 1,8 %), bosníacos (17 018 personas, 0,8 %) y valacos (9 695 personas, 0,5 %). Las minorías mencionadas son las únicas reconocidas por el Estado en el preámbulo de la Constitución; todos los ciudadanos de Macedonia del Norte son iguales ante la ley, y el Estado debe proteger y promover las culturas de todas las comunidades. Si un grupo representa a más del 20 % de la población total del país, como es el caso de los albaneses, su idioma puede ser utilizado en las instituciones nacionales.
Si bien la convivencia interétnica suele ser calma, hay pocos matrimonios mixtos y en ocasiones se han producido enfrentamientos. Los más frecuentes son entre las etnias macedonia y albanesa, cuyo punto álgido fue el conflicto armado de 2001 en el norte del país. La resolución del mismo conllevó la firma del acuerdo de Ohrid, por el que el gobierno nacional se comprometía a mejorar los derechos de la minoría albanesa. También existen diferencias a nivel religioso: mientras los macedonios son mayoritariamente cristianos ortodoxos, los albanomacedonios profesan el islam. También se han producido disputas en otros aspectos como la elaboración del censo, la identidad nacional, y los pactos de gobierno.
Un aspecto importante es la integración del pueblo romaní, cuyas condiciones de vida difieren mucho del resto de habitantes, generalmente por desventaja social y económica. De los casi 54 000 gitanos registrados, más de 14 000 viven en la pobreza. Macedonia del Norte ha colaborado en la iniciativa internacional «Década para la inclusión gitana» y trata de integrarlos a través de una educación especializada, políticas diferenciadas y la creación de un ministerio propio. El municipio de Šuto Orizari es el único a nivel mundial que reconoce el romaní como idioma oficial.

### Idiomas

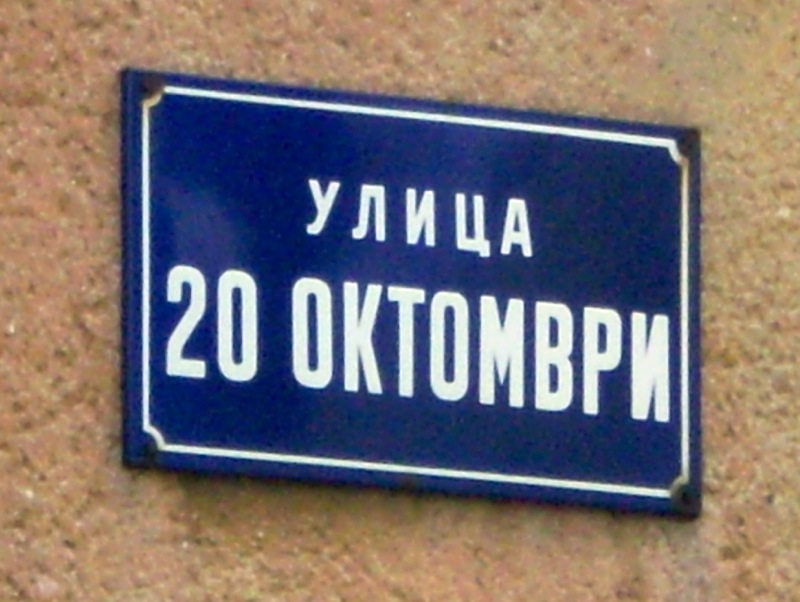
Letrero de la calle «20 de octubre» de Skopie en macedonio

En Macedonia del Norte se hablan varias lenguas vernáculas. Se hablan dos idiomas oficiales en todo el país: el idioma macedonio, escrito en alfabeto cirílico y el idioma albanés, escrito en alfabeto latino.
El macedonio es una lengua eslava con muchas similitudes con el búlgaro, aunque también influida por el serbocroata. Los lingüistas macedonios aseguran que está basado en el antiguo eslavo eclesiástico utilizado por Cirilo y Metodio. Hasta la adopción de un estándar lingüístico en 1945, se trataba de un idioma utilizado en el ámbito rural y es un dialecto del búlgaro. Hoy en día es la lengua materna de 1,4 millones de hablantes, aproximadamente el 70 % de la población, y la gran mayoría de los macedonios saben utilizarla.
Además, en algunas áreas se hablan otros idiomas: turco, romaní, arrumano, serbio y bosnio. De acuerdo con la ley, esas lenguas pueden tener rango oficial en los municipios (opštini) donde las minorías étnicas superen el 20 % de la población, no así a nivel nacional. El país ha firmado la Carta Europea de las Lenguas Minoritarias que garantiza su uso en la administración, los medios de comunicación y la enseñanza, siempre en los términos establecidos por la constitución. El grupo lingüístico minoritario más importante del país es el pueblo albanés, aproximadamente el 25 % de la población.
Hasta el siglo VI, el griego en su variante macedonia fue el idioma de la Macedonia histórica. Los terremotos y la plaga de Justiniano redujeron la población helena y propiciaron el establecimiento de pueblos eslavos, que finalmente serían mayoría gracias a la adopción del cristianismo ortodoxo.

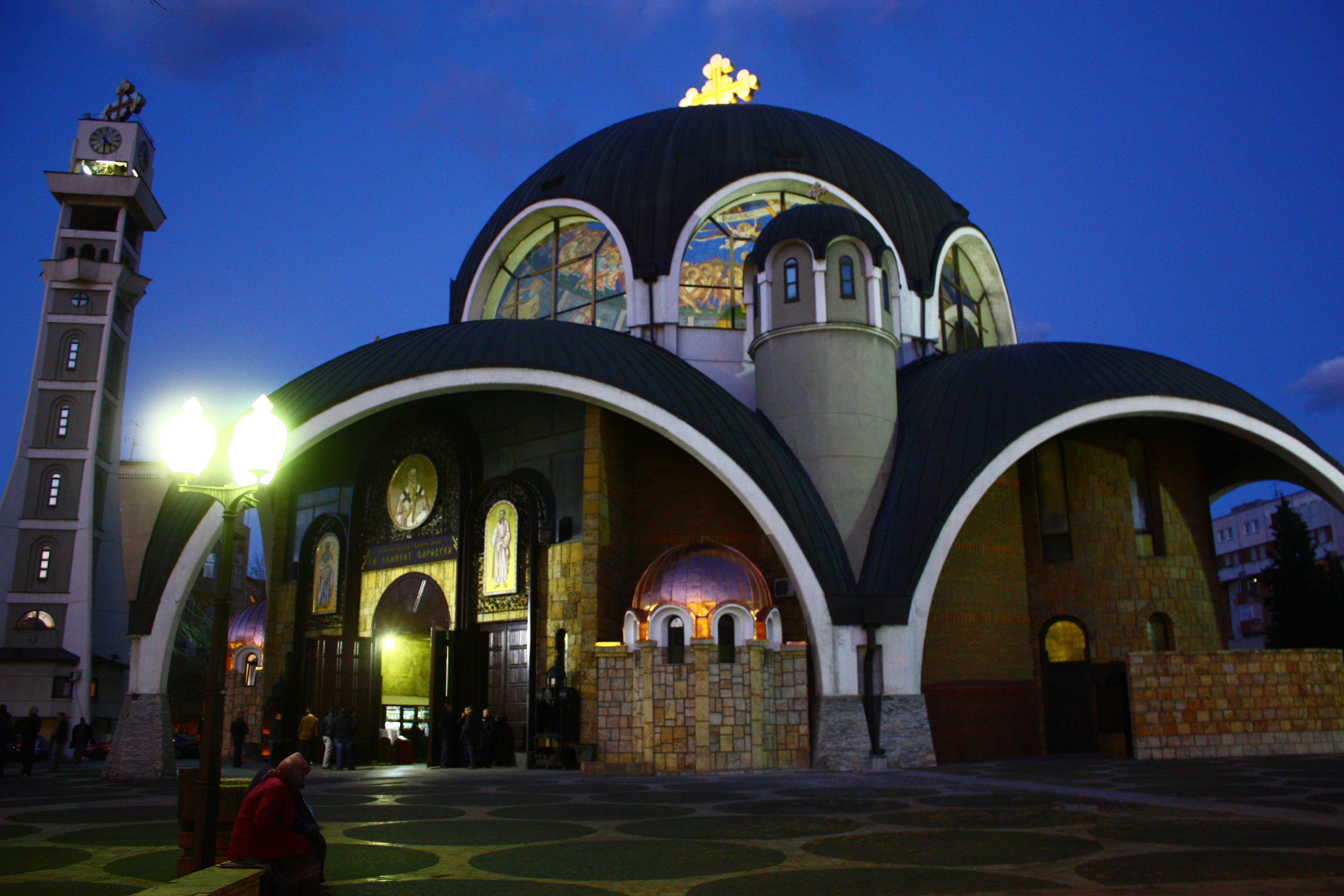
Catedral ortodoxa macedonia de San Clemente

### Religión
La Constitución macedonia garantiza la libertad de culto y de expresión religiosa, con separación de poderes respecto al Estado e igualdad ante la ley. Tradicionalmente la religión mayoritaria ha sido el cristianismo ortodoxo, pero existe también una notable comunidad musulmana. Del total de macedonios que profesan una religión, el 65 % son ortodoxos, el 33 % son musulmanes, y el 2 % restante corresponde a otras creencias.
La religión está muy ligada a la pertenencia étnica, al punto de convertirse en un factor identitario que prima sobre la verdadera práctica o creencia religiosa. Los macedonios y los valacos pertenecen a la Iglesia ortodoxa macedonia, que continúa sin ser reconocida por el Patriarcado Ecuménico de Constantinopla, mientras que los serbios siguen los postulados de la Iglesia ortodoxa serbia. 
El Arzobispo de Ohrid, en Macedonia del Norte, es una parte integral de la Iglesia Ortodoxa Serbia. Por su parte, los albaneses, turcos, romaníes, bosniacos y macedonios conversos (Torbeši) son musulmanes suníes. El porcentaje del 33 % convierte a Macedonia del Norte en el cuarto país europeo en volumen de población musulmana, por detrás de Kosovo (90 %), Albania (80 %) y Bosnia y Herzegovina (48 %). Los albanomacedonios tienen reputación de ser más religiosos que el resto de los albaneses.

## Población y sociedad

### Educación

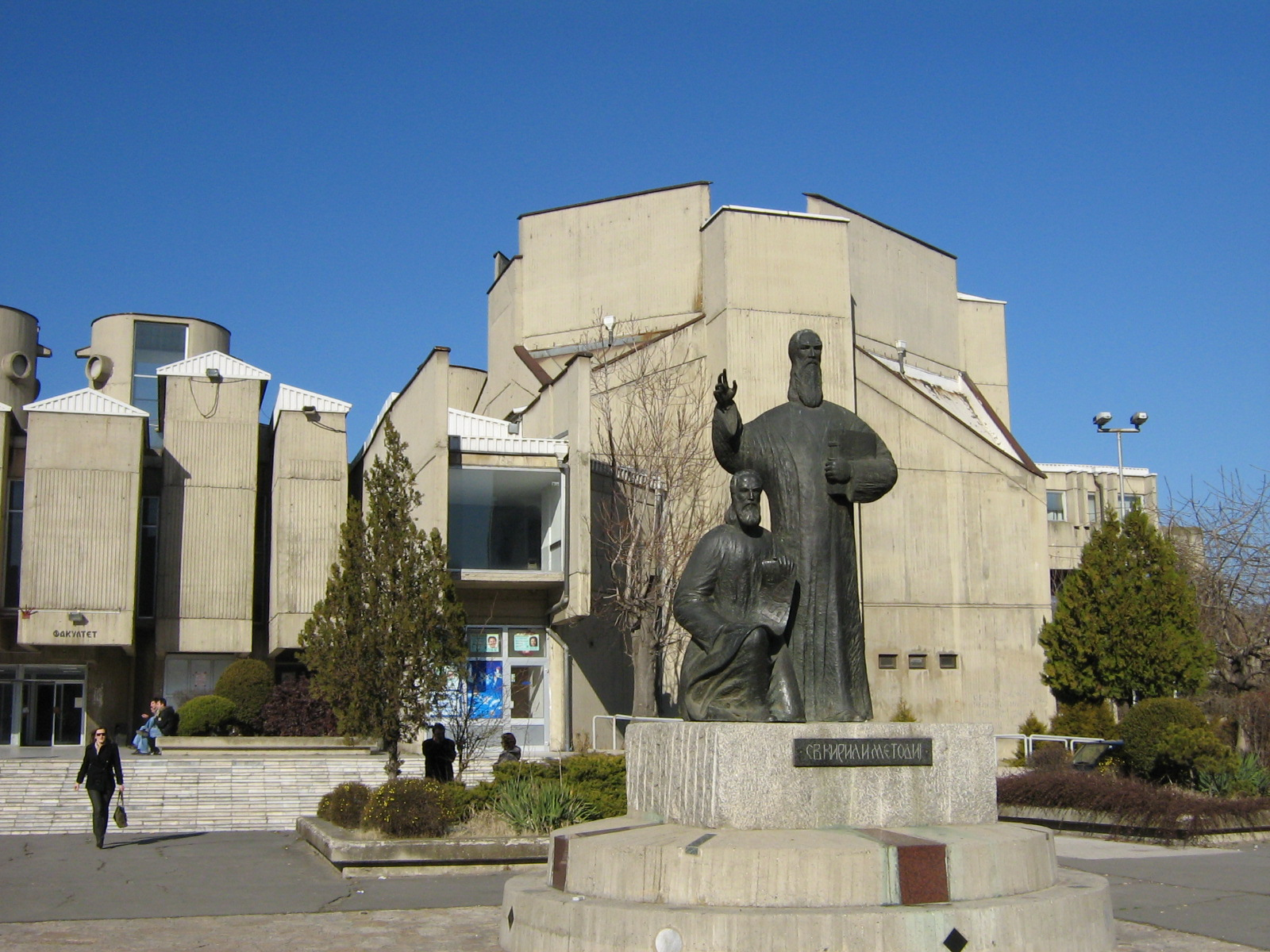
Campus de la Universidad Santos Cirilio y Metodio de Skopie.

El sistema educativo macedonio ha sido reformado en la década de 2000 para adoptar los estándares de la Unión Europea y del proceso de Bolonia. La enseñanza básica es obligatoria y gratuita desde los seis hasta los quince años por un periodo de ocho grados, según la Ley de Educación nacional. En cuanto a la educación secundaria, abarca desde los quince hasta los diecinueve años en cuatro grados, no es obligatoria y algunos centros pueden pedir cuotas de inscripción. Las minorías étnicas tienen derecho a recibir educación en su idioma materno, pero la asignatura de macedonio es obligatoria a partir del tercer curso.
Los padres pueden solicitar una plaza de guardería para sus hijos desde los seis meses hasta los seis años. Aunque no es obligatorio, aproximadamente el 81 % de los niños macedonios han ido a educación preescolar, porcentaje que asciende al 100% en el caso de las ciudades. La educación primaria se divide en dos etapas: una inicial que abarca conocimientos generales (primero a cuarto curso) y una segunda con mayor especialización (quinto a octavo). Al final, los graduados que han superado el examen final podrán escoger dos vías: la escuela de formación profesional o el instituto (gimnasio), única opción para ingresar en la universidad.
La educación superior se imparte en las universidades, bajo el sistema de licenciatura, máster y doctorado. Macedonia del Norte cuenta con cinco universidades públicas: la Universidad Santos Cirilio y Metodio (Skopie), la Universidad Gotse Delchev (Štip), la Universidad de Ciencias de la Información y Tecnología San Pablo Apóstol (Ohrid), la Universidad San Clemente (Bitola) y la Universidad Estatal (Tetovo).
Según el Informe de 2011 del Programa de las Naciones Unidas para el Desarrollo, el índice de alfabetización es del 97,8 %. El país ha pasado de tener un 64 % de analfabetos en 1944 a alcanzar estándares europeos en la década de 1980. Con todo, uno de los mayores retos del gobierno macedonio ha sido conseguir que la comunidad romaní pueda integrarse en el sistema educativo nacional.

### Sanidad
Desde la independencia, la sanidad macedonia ha reformado sus hospitales y se ha abierto a la competencia privada. Aproximadamente el 91 % de la población tiene acceso al sistema, con notables diferencias entre el 97,2 % de la población urbana y el 82,6 % de la rural. La media de camas de hospital es de 4,94 por cada 1000 habitantes, por debajo de otros antiguos estados socialistas pero ligeramente superior a la de Europa Occidental. Igualmente hay 2,5 médicos por cada 1000 habitantes, por debajo de la media europea. Los presupuestos del Estado destinaron a sanidad el 6,5 % del PIB en 2014.
Los problemas sanitarios del país balcánico son los mismos que en el resto de Europa. Las principales causas de mortalidad son las enfermedades cardiovasculares, el cáncer, las enfermedades mentales, las lesiones y los problemas respiratorios. El país supera la media europea en accidentes de tránsito, alcoholismo y enfermedades derivadas del consumo de tabaco. La tasa de mortalidad infantil es de 7,9 niños por cada 1000 nacimientos, y los casos de VIH son extremadamente raros.

### Medios de comunicación

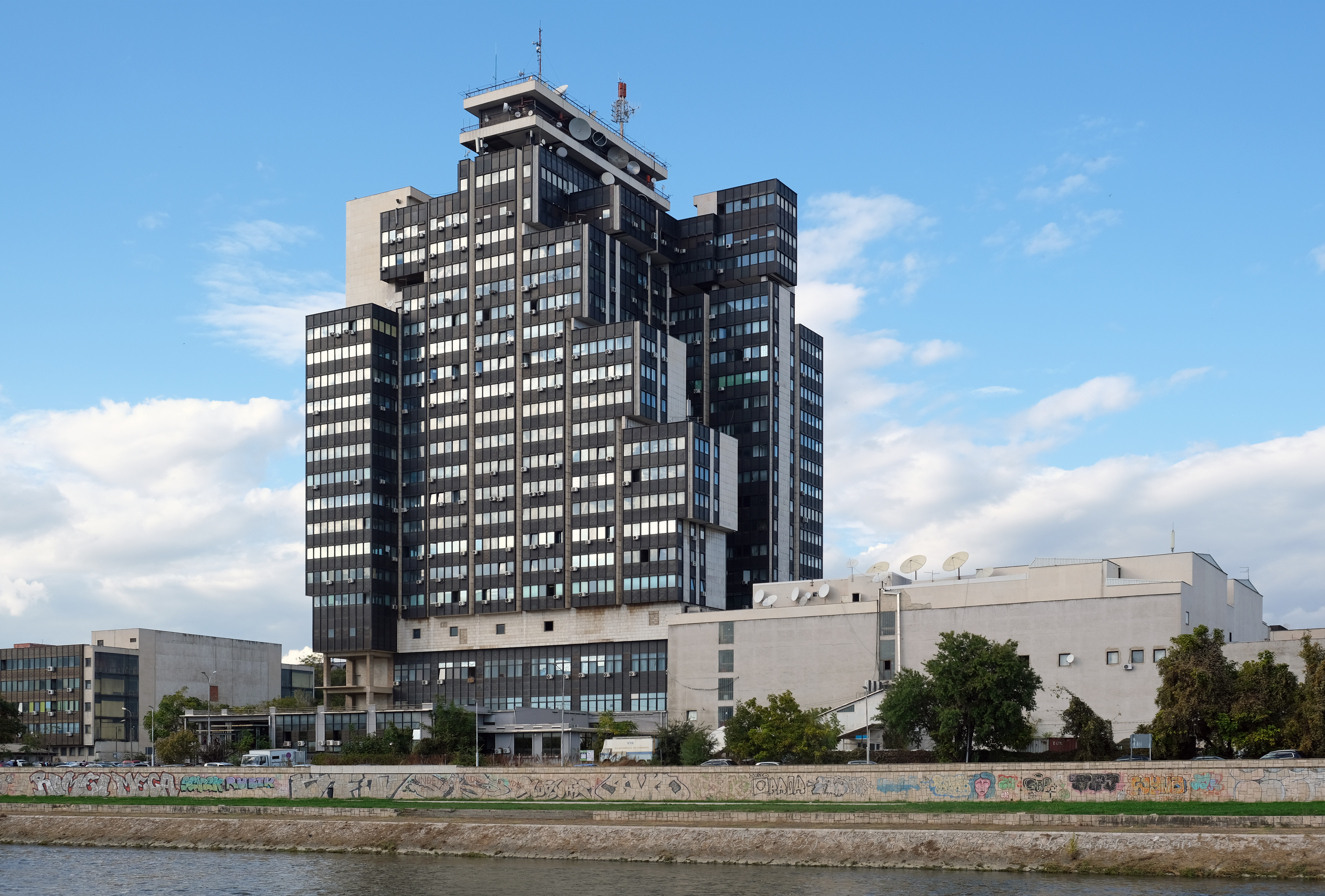
Sede de Makedonska Radio Televizija en Skopie.

La empresa pública de radiodifusión es Makedonska Radio Televizija (MRT), con tres emisoras de radio, tres canales de televisión y servicios para las minorías lingüísticas. Hay numerosas estaciones de radio comercial, entre las cuales destacan Kanal 77 y Antenna 5, y varios canales de televisión privada en abierto, como Sitel, Televizija 24, Naša TV, Alsat M, Telma, Alfa TV o Kanal 5. Además, el porcentaje de abonados a la televisión por suscripción es elevado. La mayoría de medios se consumen en idioma macedonio, con cabeceras para los distintos grupos étnicos minoritarios. La tasa de penetración de internet supera el 70 %.
En lo que respecta a la prensa, hay cuatro periódicos de tirada nacional. Nova Makedonija y Večer son herederos del sistema de prensa estatal yugoslavo; aunque su capital mayoritario es privado, el gobierno macedonio aún conserva una participación. Utrinski Vesnik y Dnevnik se editan desde finales de los años 1990 y no tienen vinculación política. La Agencia Macedonia de Información (MIA) es la principal agencia de noticias del país.
La Constitución garantiza la libertad de prensa y la libertad de expresión. Sin embargo, en ocasiones los medios macedonios han denunciado presiones y amenazas a su labor. En 2011, Reporteros Sin Fronteras mostró su preocupación por el cierre de tres diarios y del canal A1 Televizija, todos pertenecientes al mismo grupo editor. Del mismo modo, la Asamblea Nacional debatió en 2012 una ley sobre prensa extranjera que restringía la labor informativa de los corresponsales. Por otra parte, en diciembre de 2016 se supo que un grupo de estudiantes macedonios de Veles había producido noticias falsas durante las elecciones presidenciales de EE. UU. para ganar dinero con su viralidad en redes sociales, sin que el gobierno pudiera impedirlo.

## Infraestructura

### Energía
La República produce solo el 60 % de su consumo energético, sus plantas dependen en gran medida del carbón y lignito, y tiene que cubrir el resto con importaciones de gas, petróleo y electricidad. Desde la década de 1990 se han firmado acuerdos de exportación energética con Rusia, el principal suministrador. A lo largo de Macedonia del Norte hay 262 km de gasoductos y 120 km de oleoductos, de los cuales solo son propios un gasoducto (entre Skopie y la frontera búlgara) y un oleoducto conectado al puerto de Salónica. Makpetrol es la principal empresa energética del país.
La presencia de energías renovables es aún anecdótica. Aunque los macedonios heredaron del periodo yugoslavo varias centrales hidroeléctricas, su rendimiento se ha visto frenado por falta de mantenimiento. La energía solar se desarrolla gracias a la iniciativa privada, y en 2015 se ha inaugurado un parque eólico con 37 megavatios de capacidad en el municipio de Bogdanci.

### Transporte

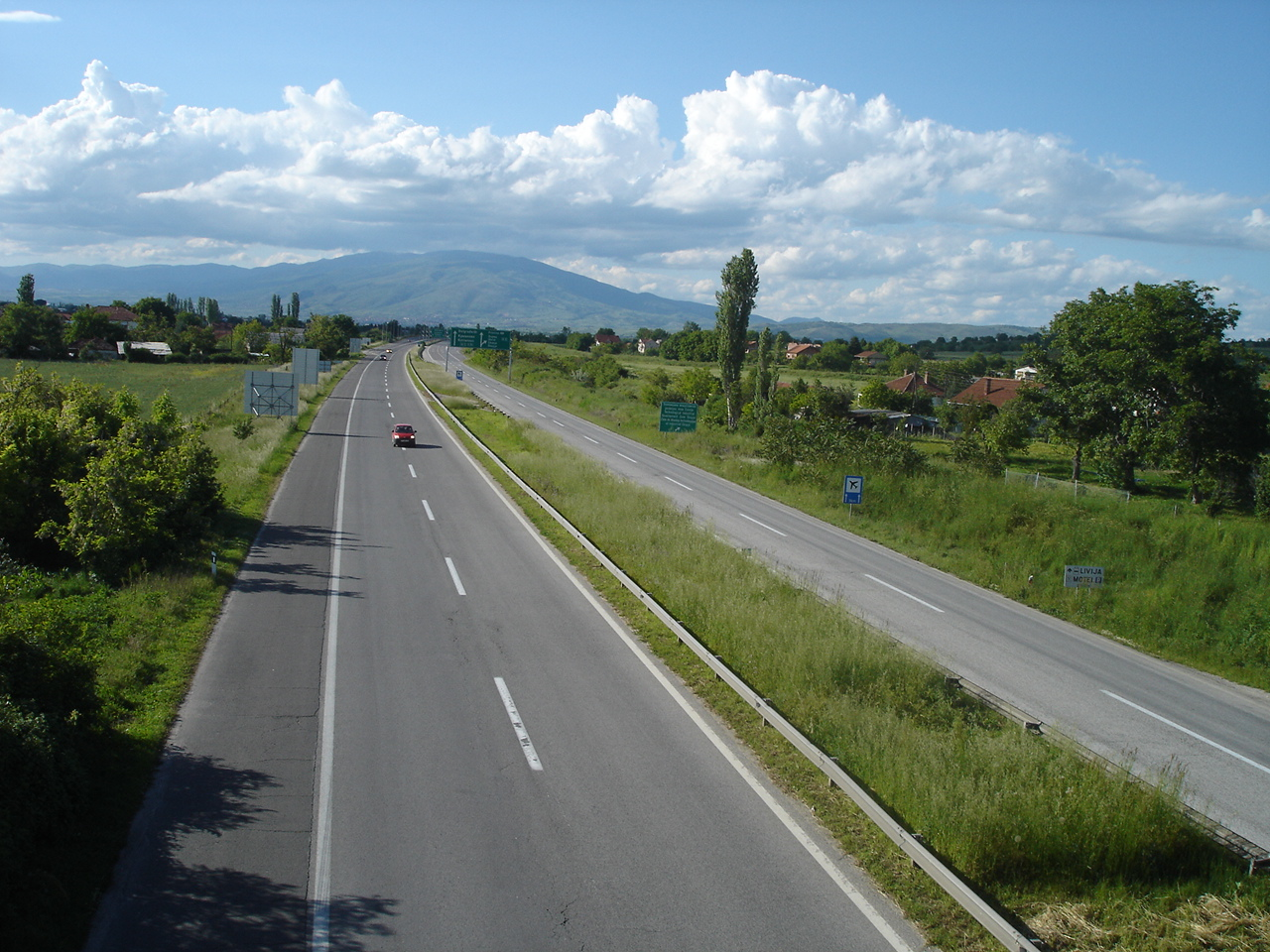
Autopista M1, parte de la Ruta europea E75, a su paso por Petrovets.

El valle del río Vardar es el principal eje natural del país: atraviesa Macedonia del Norte de norte a sur y conecta el interior de la península balcánica con el mar Egeo. Ese camino fue utilizado para construir las dos infraestructuras más importantes del país: la autopista M1, que forma parte de la ruta europea E75, y la vía férrea entre Belgrado y Salónica. A lo largo del recorrido se conecta Skopie con otras ciudades como Kumanovo, Gostivar, Veles y la fronteriza Gevgelija. El país también aprovecha el octavo corredor paneuropeo (entre Durrës y Constanza) para conectar las partes occidental y oriental del país.
El transporte macedonio depende en gran medida del tráfico rodado, con una estructura radial en torno a Skopie. La República posee 13 736 km de carretera, de los cuales 216 km corresponden a dos autopistas: la ya mencionada A1 y la A2. El gobierno ha tenido que recurrir al Banco Europeo de Reconstrucción y Desarrollo para ampliar la red de carreteras, mejorar las instalaciones ya existentes y adaptarse a los estándares viales de la Unión Europea.
El país tiene 699 kilómetros de línea ferroviaria (234 km electrificados) con ancho estándar que son gestionados por la empresa estatal Makedonski Železnici. El servicio se compone de un trayecto principal, que forma parte de la línea entre Belgrado y Salónica, y otras vías menores al resto de ciudades. La red está pendiente de renovación y solo el transporte de mercancías resulta rentable. Macedonia del Norte está conectada por tren con Serbia, Kosovo y Grecia; está prevista la construcción de una línea entre Skopie y Sofía.
Macedonia del Norte cuenta con dos aeropuertos internacionales: el aeropuerto de Skopie (IATA: SKP) y el aeropuerto de Ohrid (IATA: OHD). En total suma 10 aeródromos.

## Cultura

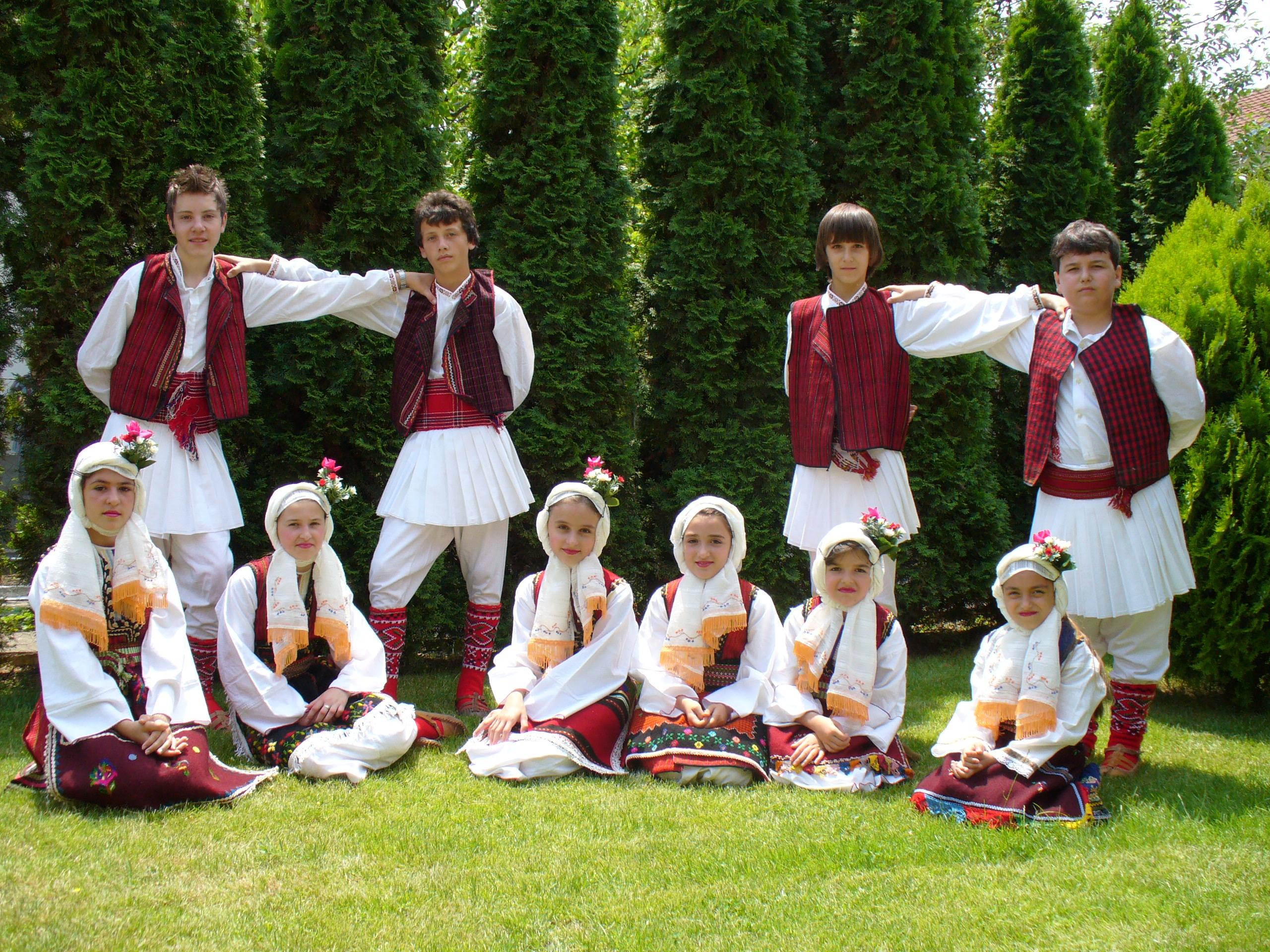
Traje tradicional de Skopie.

La cultura de Macedonia del Norte se ha desarrollado bajo la influencia del pasado bizantino y otomano, así como por la ausencia de referentes occidentales hasta finales del siglo XIX. La cultura eslava y la religión ortodoxa tuvieron un enorme impacto en aspectos como la música y poesía folclórica, basada en la música sacra bizantina. Durante la República Federativa de Yugoslavia, de la que formaron parte desde 1945 hasta 1991, las autoridades incentivaron el crecimiento de las corrientes culturales macedonias en todos los niveles.
Desde la independencia de 1992 se ha trabajado por preservar el patrimonio y la cultura popular macedonia, así como del resto de minorías étnicas que forman parte del estado: albaneses, turcos y romanís.

### Arquitectura

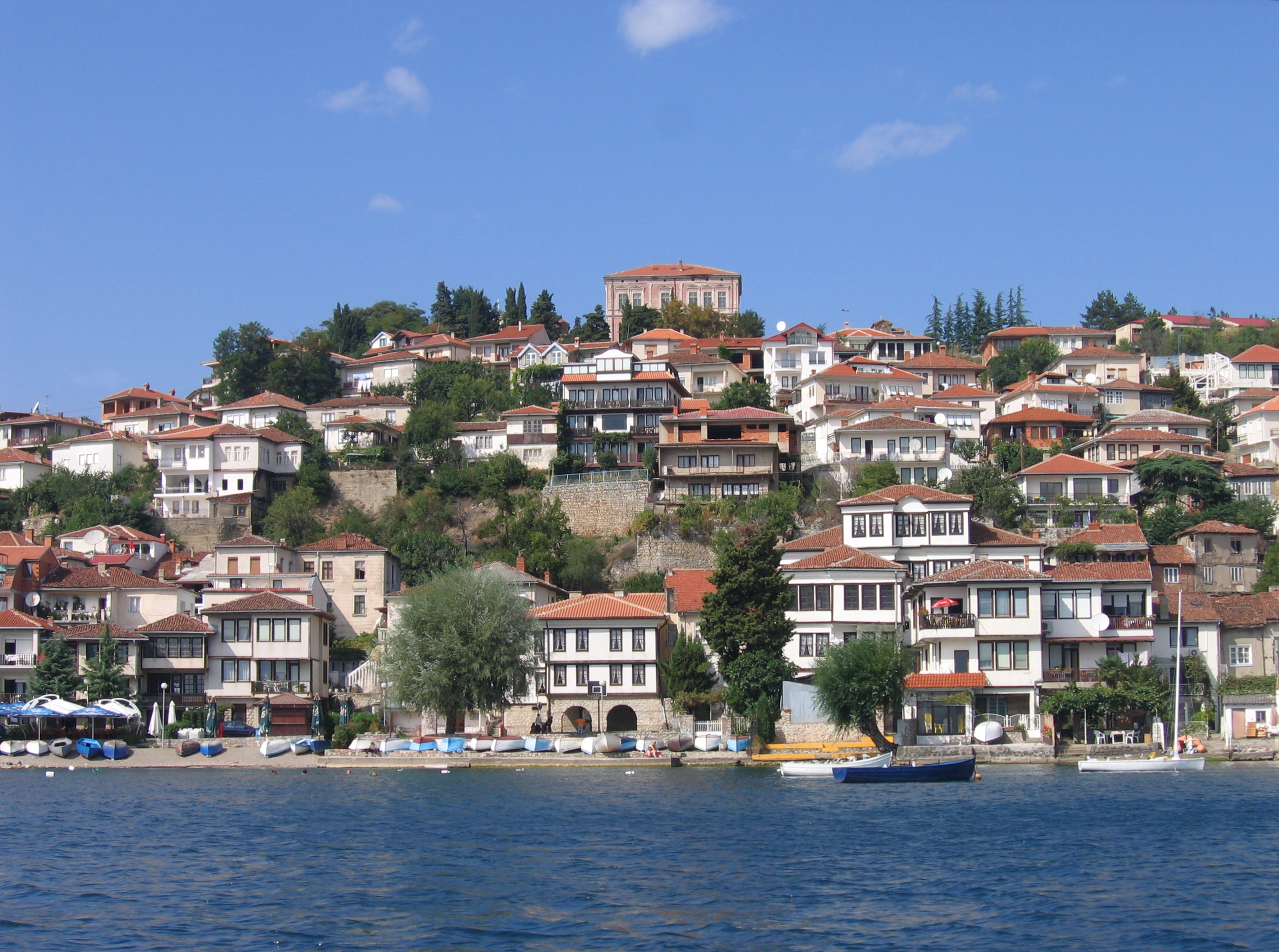
Panorámica de Ohrid, ciudad Patrimonio de la Humanidad.

Macedonia del Norte conserva ejemplos de arquitectura prehistórica, incluyendo los sitios arqueológicos de Tumba Madžari, Stobi y Heraclea Lincestis. El país cuenta con un importante patrimonio religioso bizantino, representado en los monasterios ortodoxos de Treskavets, Osogovo y San Juan Bautista. La ciudad de Ohrid, capital del Primer Imperio búlgaro, es Patrimonio de la Humanidad por contar con el Monasterio de San Pantaleón de Ocrida, el más antiguo de los templos eslavos. La fortaleza de Skopie y la fortaleza de Samuel son el ejemplo nacional de arquitectura militar bizantina. Por otro lado, de la otomana destacan las mezquitas y baños turcos, en especial la Mezquita Pintada de Tetovo.
Hay pocos edificios pertenecientes a la Edad Moderna, pero ciudades como Ohrid, Prilep, Veles, Kratovo y Kruševo conservan casas tradicionales del siglo XVIII. En ellas puede apreciarse la ausencia de influencia occidental; la piedra se reservaba para la planta baja, mientras que los pisos superiores se construían con madera. El más representativo es la Casa Robevi de Ohrid, erigida en 1827. A partir de la segunda mitad del siglo XIX se levantaron numerosos edificios de inspiración europea, especialmente en Bitola, donde se habían establecido la mayoría de consulados. Los de Skopie quedaron parcialmente destruidos en el terremoto de 1963.
En lo que respecta a la arquitectura contemporánea, la mayoría de ejemplos están en Skopie. La capital, devastada por el terremoto, fue reconstruida en los años 1970 bajo la supervisión del arquitecto polaco Adolf Ciborowski, responsable de la restauración de Varsovia tras la Segunda Guerra Mundial. La ciudad fue dividida en bloques dedicados a actividades específicas, los bancos del río Vardar se reservaron para parques naturales, y casi todo siguió un estilo modernista y brutalista. El centro urbano fue diseñado por el japonés Kenzō Tange. Después de la independencia, el gobierno macedonio promovió un ambicioso plan urbanístico de inspiración nacionalista, Skopje 2014, mediante el cual se inauguraron edificios monumentales basados en el neoclásico y barroco, entre ellos la reconstrucción del Teatro Nacional y una estatua ecuestre de Alejandro Magno. A pesar de que el plan fue muy cuestionado por la ciudadanía capitalina, sirvió para eliminar todo rastro de los efectos del terremoto.

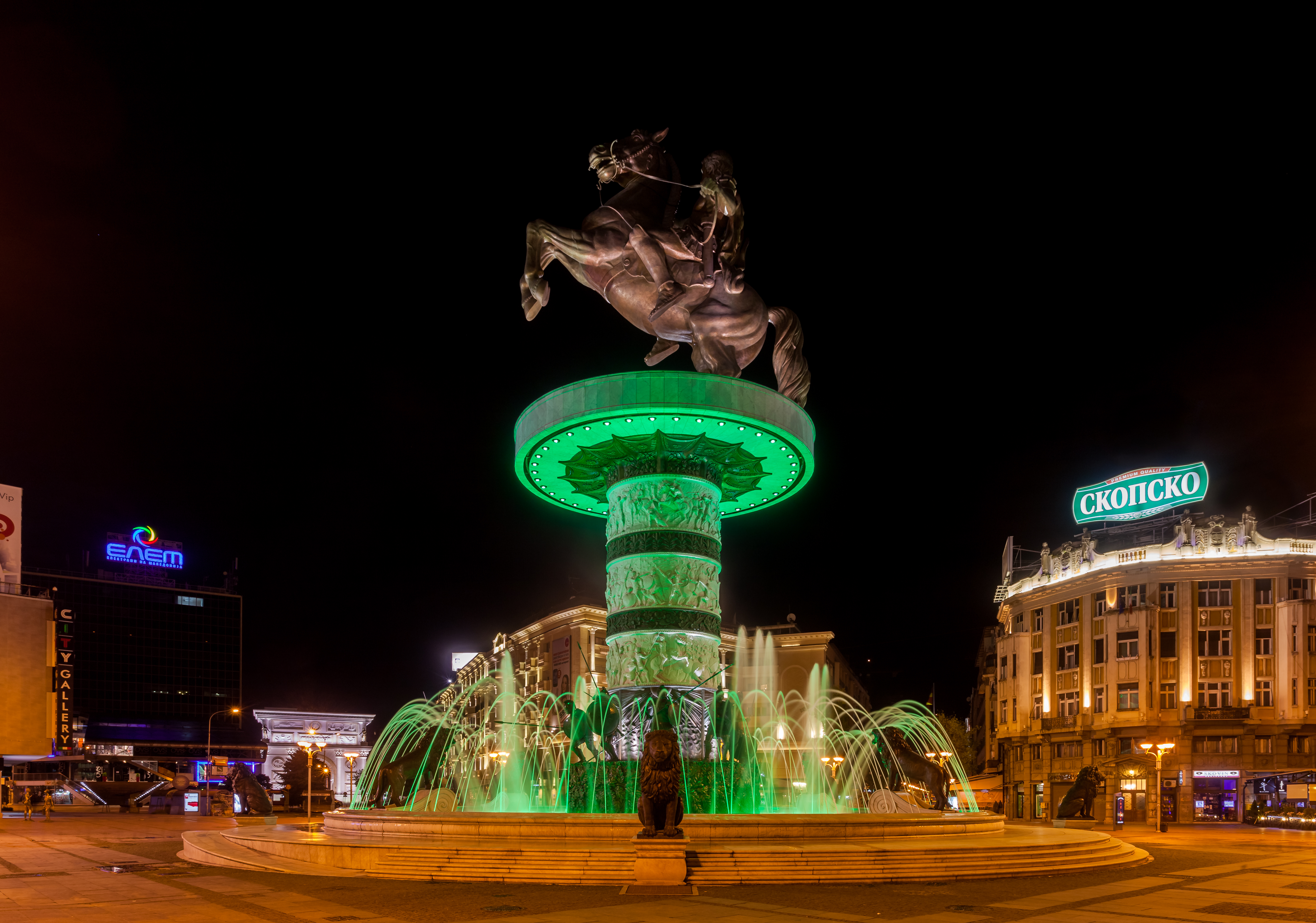
Guerrero a caballo, Skopie, parte del proyecto Macedonia 2014.
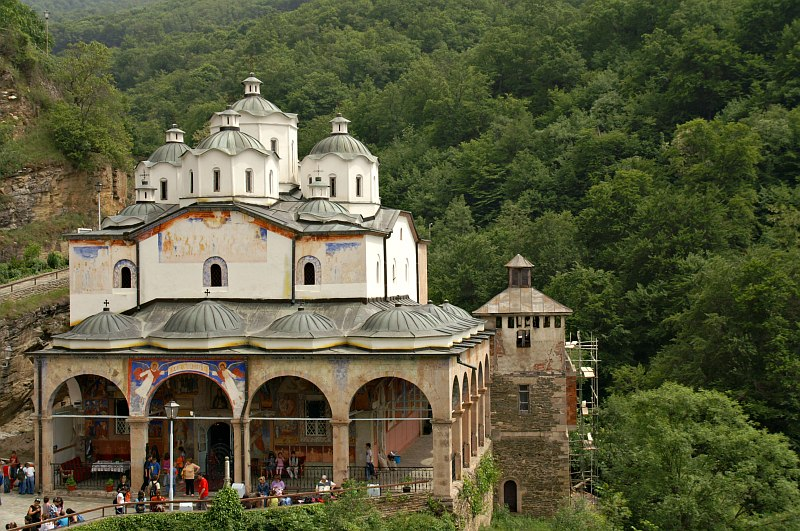
Iglesia del monasterio de Osogovo.
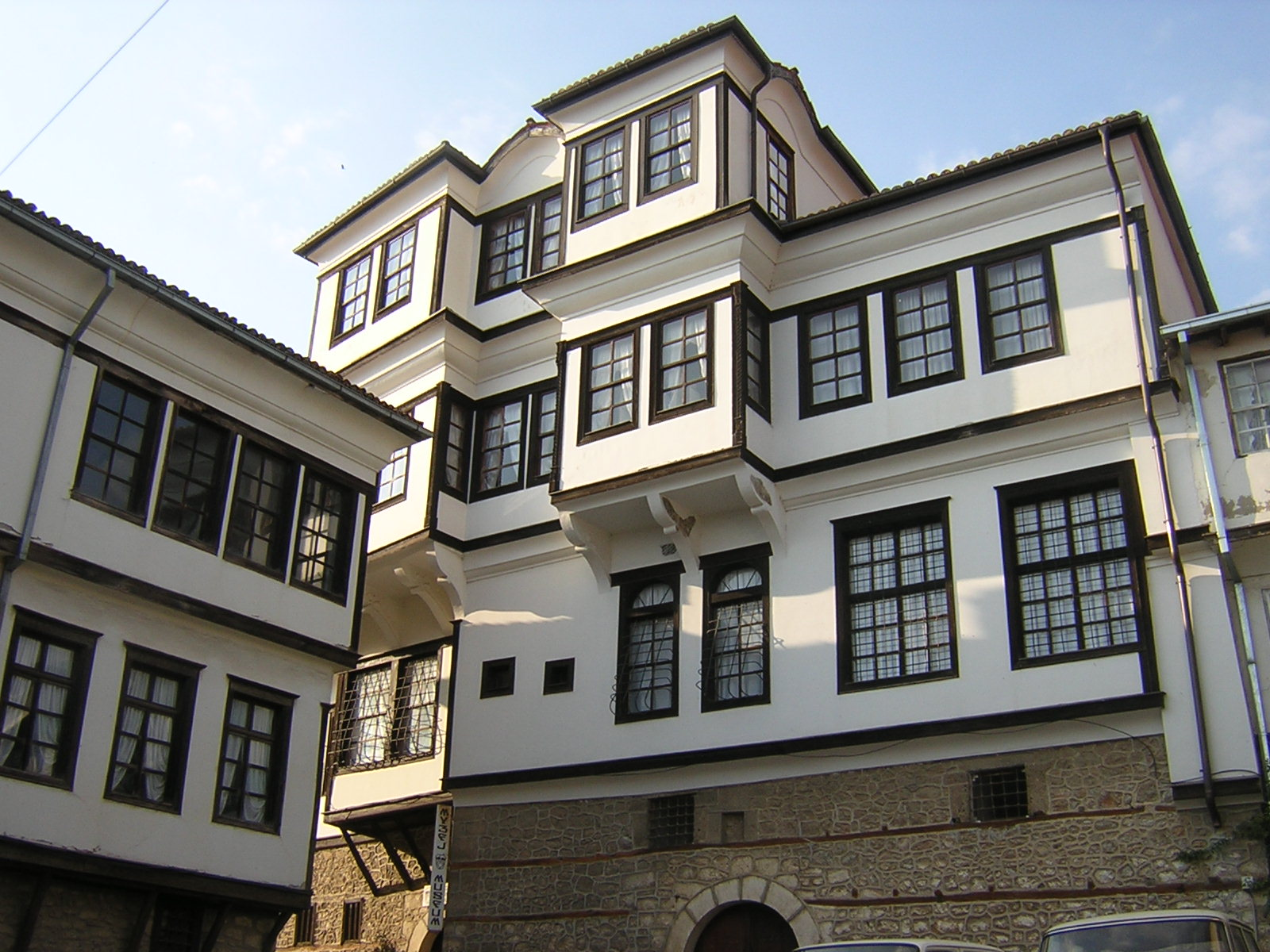
Casa Robevi de Ohrid.
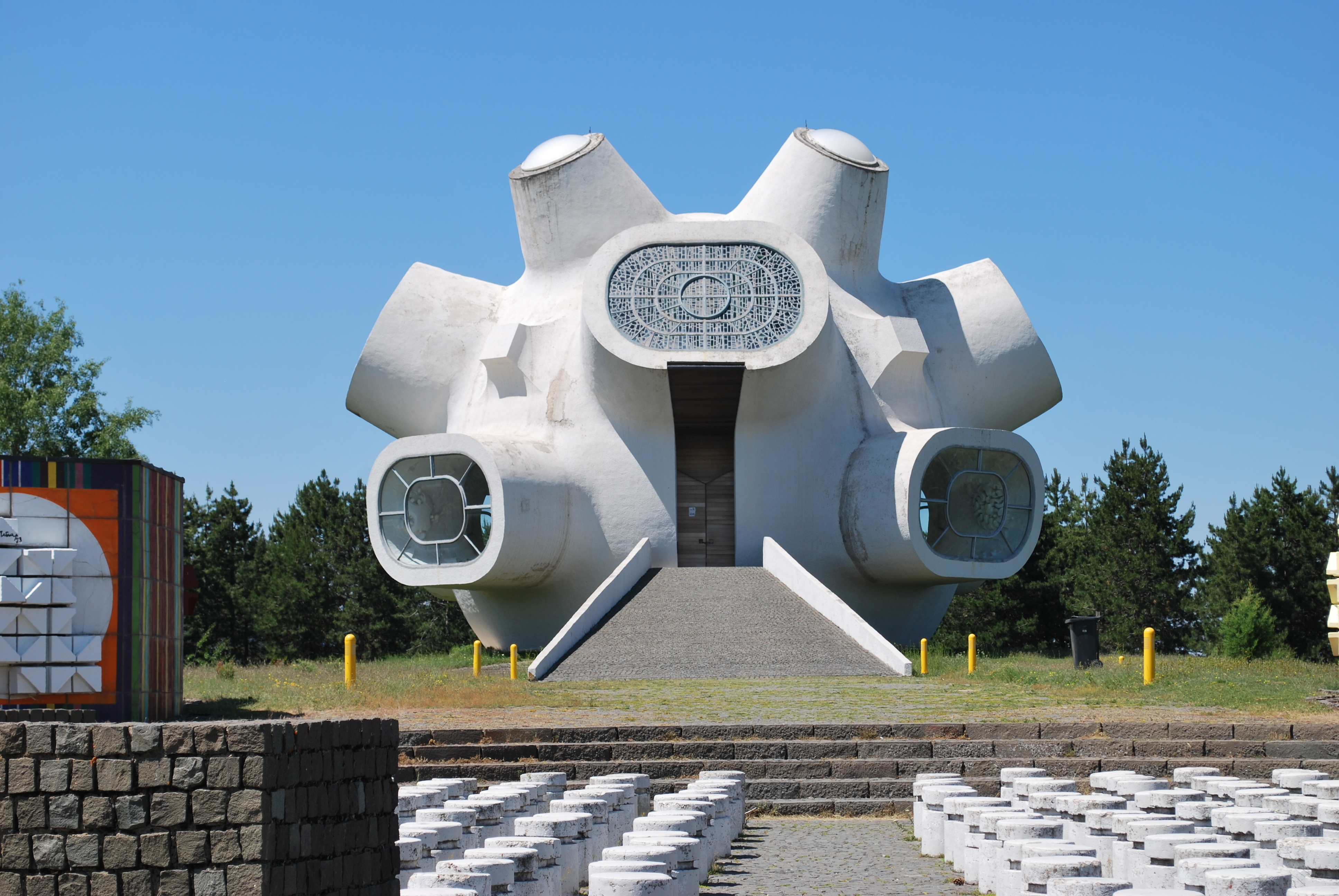
Makedonium de Kruševo.
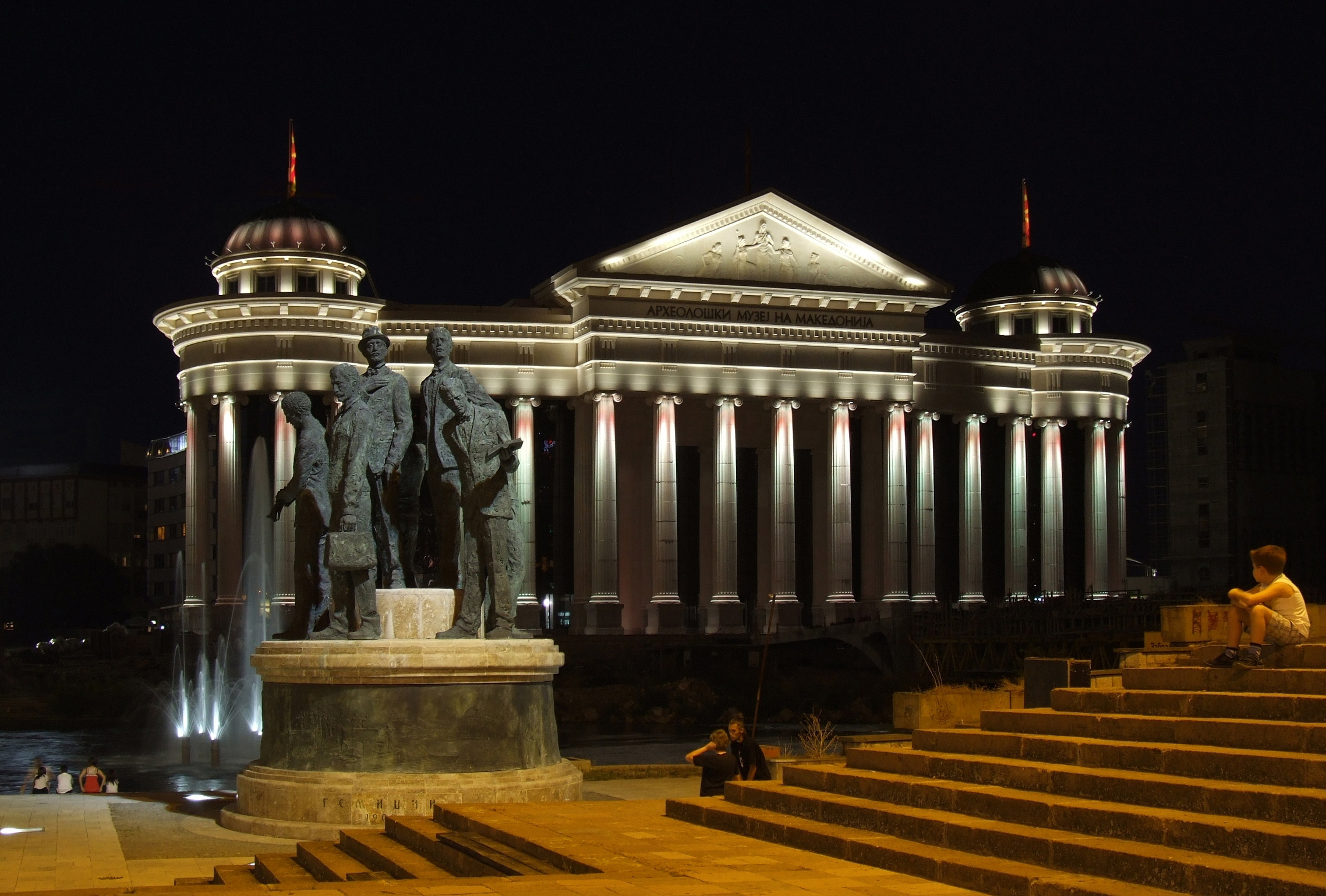
Museo Arqueológico de Macedonia.

### Música

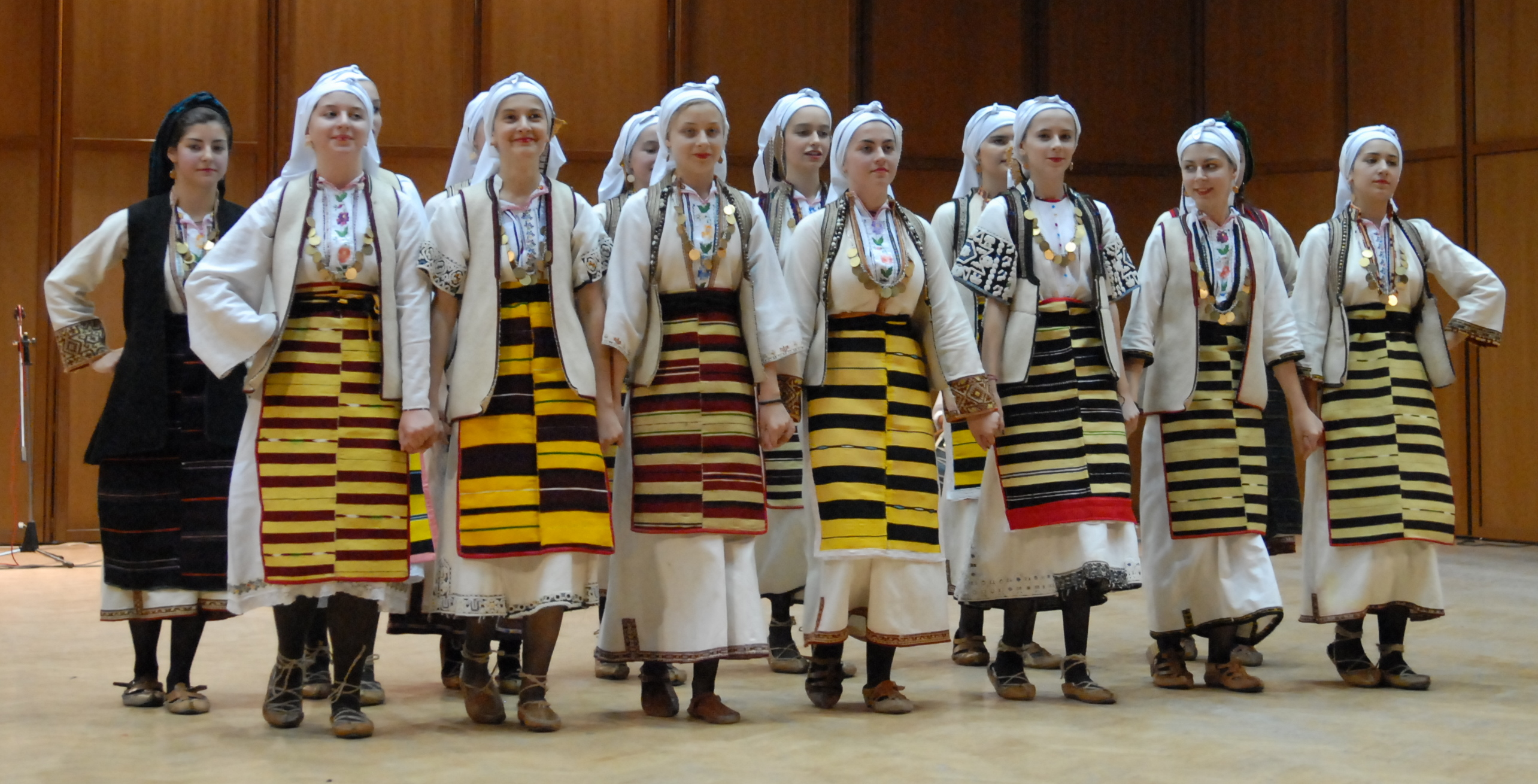
Coro de música tradicional.

La música folclórica se basa en las tradiciones artísticas de cada una de las regiones que la conforman, y se caracteriza por la ausencia de influencias occidentales hasta el final del siglo XIX. Destacan tanto la importancia de las voces femeninas como el uso de instrumentos de origen turco: la zurna, el tapan, la tambura y la gaida. Dichos instrumentos están también presentes en la música folk contemporánea y en subgéneros como la čalgija, basado en la improvisación. Las danzas folclóricas representativas son el horo y el teshkoto.
La mayoría de intérpretes macedonios contemporáneos limitan su éxito a los Balcanes. Uno de los más importantes ha sido el clarinetista Tale Ognenovski, primer macedonio que pudo actuar en el Carnegie Hall. La cantante Esma Redžepova y su marido Stevo Teodosievski han sido referentes de la música romaní, llegando ella a ser apodada «la reina de los gitanos». En la era yugoslava, Leb i Sol se convertiría en el grupo macedonio de rock más representativo. Y en el género pop han surgido artistas como Toše Proeski y Kaliopi.
En otras disciplinas artísticas, la bailarina Duska Sifnios (1934-2016) está considerada una de las artistas más importantes que ha nacido en Macedonia del Norte.

### Bellas artes

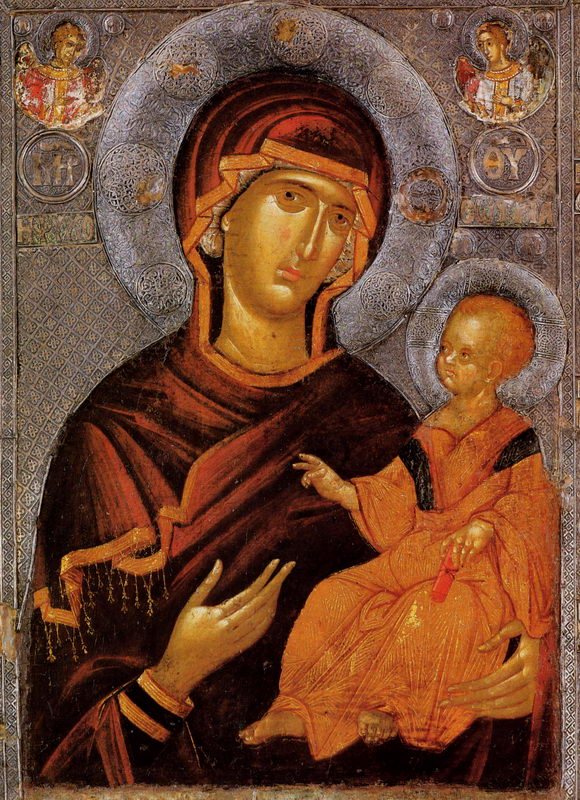
Icono del en Ohrid.

El arte tradicional macedonio se ha desarrollado en torno a la producción de frescos religiosos. Los más antiguos datan del siglo XI. Entre esas obras destacan las pinturas bizantinas por su naturaleza y por su perspectiva tridimensional. Los frescos de la Iglesia de San Pantaleón, con escenas de la Pasión de Cristo, alcanzan un nivel de expresividad similar al de los primitivos italianos.
La producción de iconos se remonta a las representaciones cristianas de terracota realizadas en el siglo V y descubiertas en Vinica. Los casi 800 iconos medievales conservados en Ohrid son referentes de la iconografía eslava y bizantina, y la segunda colección mayor por detrás de la galería Tretiakov. Los macedonios también han producido un elevado número de tallas de madera, en su mayoría pensadas para decorar los iconostasios, tanto ortodoxas como con motivos orientales después de la conquista otomana. Los turcos influyeron en la construcción de mezquitas decoradas con frescos, techos de madera tallada y alfombras.
La pintura y la escultura comienzan a desarrollarse en el siglo XX por influencia occidental. Del expresionismo destacan los artistas macedonios formados en su mayoría en el extranjero, como los pintores Nikola Martinoski (1903-1973) y Petar Mazev (1927-1993) y el escultor Dimo Todorovski (1910-1983), mientras que otros como Dimitar Kondovski (1927-1993) reinterpretaron el arte tradicional del país. El Museo de Arte Contemporáneo de Skopie conserva la mayor colección de este género en el país, entre las cuales hay obras de reputados artistas internacionales: Pablo Picasso, Pierre Soulages, Alexander Calder y Victor Vasarely.

### Literatura y cine
La literatura en macedonio no pudo desarrollarse hasta la adopción de un estándar lingüístico en 1945. Sin embargo, en el siglo XIX ya hubo autores como los hermanos Miladinov que se dedicaban a recopilar canciones de la tradición popular búlgara, posteriormente reclamados por parte del nacionalismo macedonio. El otro pionero fue el poeta Kočo Racin (1908-1943), autor de obras como el poemario «Auroras Blancas» (Бели мугри, Beli mugri), editado en 1939. Después de la Segunda Guerra Mundial, autores como Slavko Janevski y Venko Markovski profundizaron en la narrativa. La dramaturgia nacional bebe de las tendencias occidentales y balcánicas.
En cuanto al cine, en 1905 los hermanos Manaki filmaron en Bitola la primera película de los Balcanes. Aunque la primera sala del país fue inaugurada en Veles en 1923, la industria no se puso en marcha hasta después de 1945. En la era yugoslava se crearon los Estudios Vardar, que produjeron más de 30 películas incluyendo la primera en macedonio, Frosina (Vojislav Nanovic, 1952). A partir de los años 1980 llegó una nueva generación de directores centrada en el realismo social, cuyo máximo representante es el drama «Feliz Año Nuevo '49» (Stole Popov, 1986), ambientada en los efectos de la ruptura Tito-Stalin. Tras la independencia, el mayor éxito del cine macedonio ha sido Antes de la lluvia (Milcho Manchevski, 1994), León de Oro en el Festival de Venecia y nominada al Óscar a la mejor película de habla no inglesa. Este logro se repitió en 2020 con la nominación de Honeyland, ambientada en unos apicultores rurales.
El Festival Internacional de Cine de Bitola se distingue de otros eventos similares por premiar exclusivamente a los directores de fotografía.

### Gastronomía

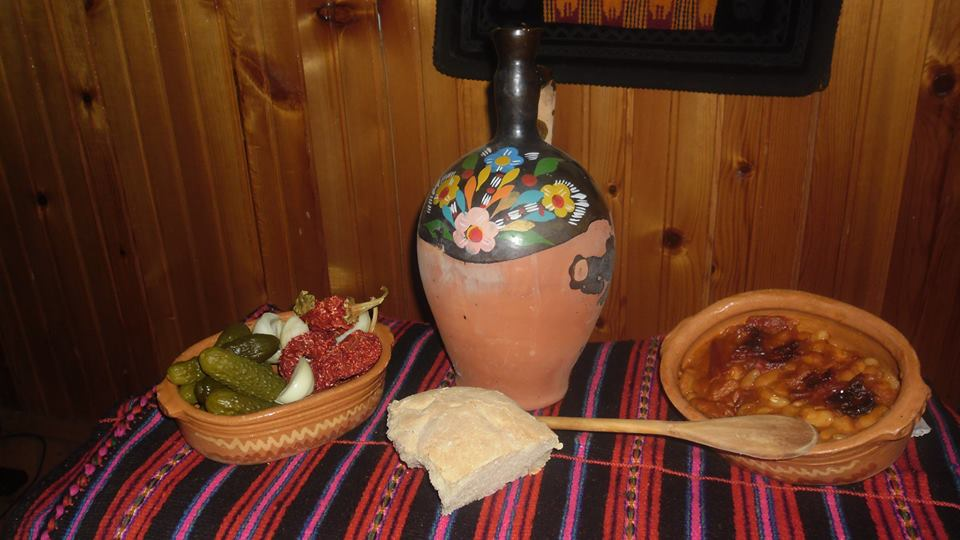
Mesa tradicional macedonia con pimientos, pepinos y una cazuela de Tavče Gravče.

La gastronomía macedonia está influida por las cocinas griega, turca y búlgara, y aprovecha la diversidad de las culturas locales. El clima relativamente cálido del país es propicio para cultivar legumbres, verduras, fruta y toda clase de especias, entre las cuales destaca el pimentón. De igual modo, en la nación hay más de 80 viñedos que ocupan un total de 33 000 ha; el vino es el segundo producto macedonio más exportado por detrás del tabaco.
El pimiento rojo es la planta esencial del país. Al llegar el otoño, es tradición utilizar parte de la cosecha para elaborar paprika y ajvar, un condimento con pimientos, berenjena y ajo. El Tavče Gravče —judías en cazuela— y la mastika —licor condimentado con mástique— están considerados respectivamente como el plato y bebida nacionales. Además son célebres el queso kashkaval y el licor rakija. Por influencia otomana, también se consume regularmente el kjebapi y el café a la turca.

### Fiestas oficiales
El calendario de fiestas oficiales se fija cada año, dependiendo de la distribución semanal. El gobierno macedonio distingue las festividades universales, compartidas por toda la población, de las fiestas religiosas, étnicas y de minorías, celebradas solo por esas comunidades. La Fiesta Nacional es el Día de la República (Ден на Републиката, Den na Republikata), celebrada cada 2 de agosto en recuerdo de la revuelta de Ilinden de 1903. También son festivos el Día Internacional de los Trabajadores, el día de San Cirilo y Metodio, y el Día de la Independencia, proclamada el 8 de septiembre de 1991.
El repertorio de fiestas comunes es el siguiente:
| Fecha           | Nombre                         | Notas                                                                 |
| --------------- | ------------------------------ | --------------------------------------------------------------------- |
| 1 de enero      | Año Nuevo                      | Festividad internacional.                                             |
| 7 de enero      | Navidad                        | Festividad ortodoxa.                                                  |
| Abril o mayo    | Viernes Santo                  | Festividad ortodoxa.                                                  |
| Abril o mayo    | Pascua ortodoxa                | Festividad ortodoxa. Incluye el Lunes de Pascua.                      |
| 1 de mayo       | Fiesta del Trabajo             | Festividad internacional.                                             |
| 24 de mayo      | Santos Cirilo y Metodio        | Festividad cristiana.                                                 |
| 2 de agosto     | Día de la República            | Conmemoración de la revuelta de Ilinden.                              |
| 8 de septiembre | Día de la Independencia        | Conmemoración de la declaración de independencia de 1991.             |
| 11 de octubre   | Día de la Resistencia          | Conmemoración de la resistencia durante la Segunda Guerra Mundial.    |
| 23 de octubre   | Día de la Lucha Revolucionaria | Conmemoración de la Organización Interna Revolucionaria de Macedonia. |
| 8 de diciembre  | San Clemente de Ocrida         | Festividad ortodoxa.                                                  |
| 1 de shawwal    | Eid al-Fitr                    | Festividad musulmana, establecida según su calendario.                |

## Deportes

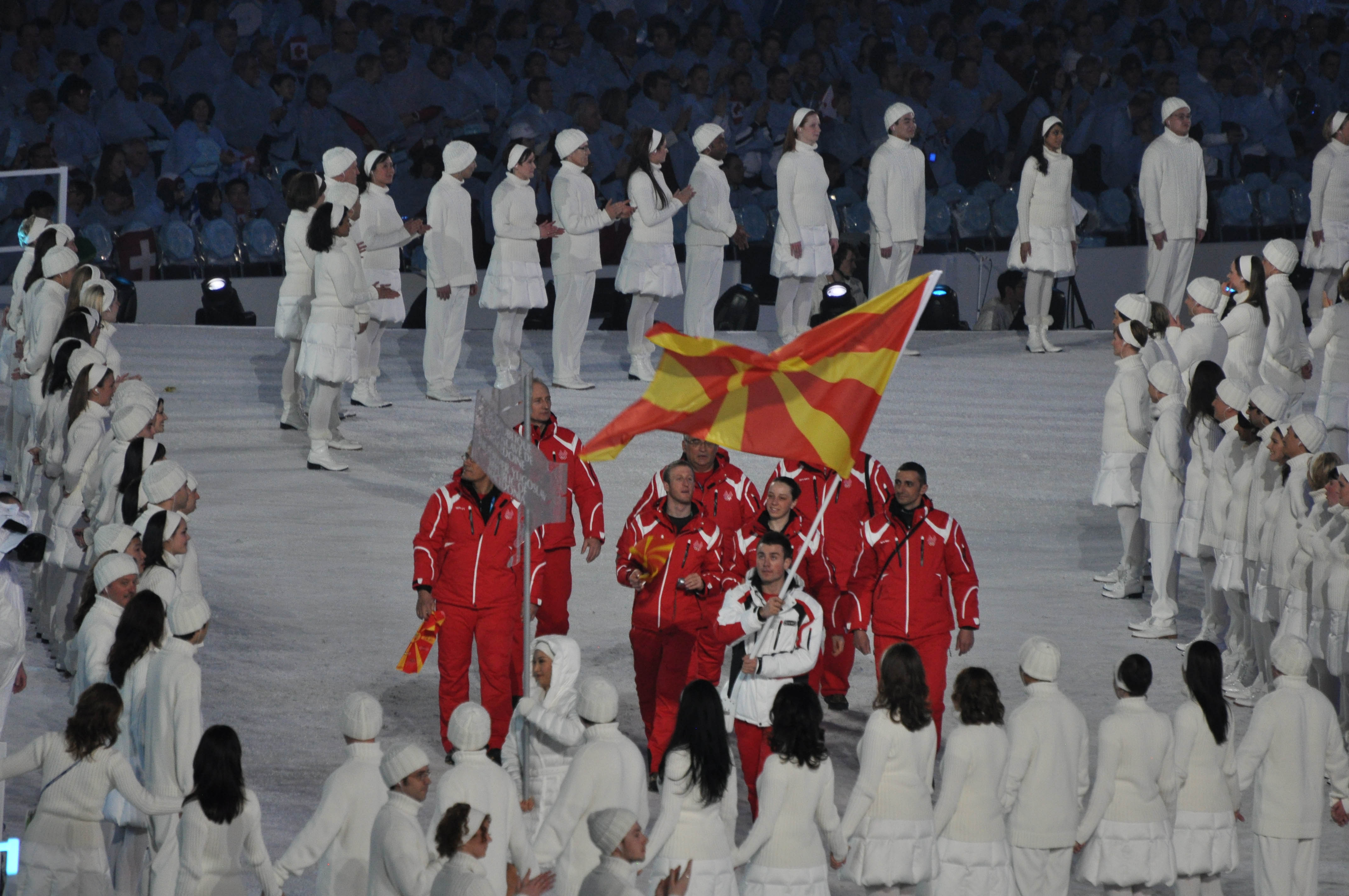
Delegación de Macedonia del Norte en los Juegos Olímpicos de Vancouver 2010.

Macedonia del Norte participa en los Juegos Olímpicos a través del Comité Olímpico de Macedonia del Norte, reconocido en 1993. Desde la independencia, tan solo un deportista macedonio ha conseguido una medalla: el luchador Mogamed Ibraguimov, bronce en lucha libre en los JJ. OO. de Sídney 2000. En la época en la que formaron parte de Yugoslavia, el margen de éxitos deportivos fue igualmente discreto: los únicos campeones olímpicos han sido Šaban Trstena (oro en Los Ángeles 1984 y plata en Seúl 1988) y el futbolista Blagoje Vidinić (oro en Roma 1960 con la selección yugoslava).
El deporte con más aficionados es el fútbol. Su selección masculina disputó la Eurocopa 2020, siendo su primer, y único hasta el momento, torneo internacional, y en ella han jugado balompedistas de talla mundial como Darko Pančev (Bota de Oro en 1991), Goran Pandev y Enis Bardhi. El principal estadio de la capital, el Toše Proeski Arena, ha acogido la Supercopa de Europa 2017. El equipo más laureado es el FK Vardar, único campeón macedonio en la época yugoslava.
El balonmano es otra de las disciplinas más practicadas del país, ya que la selección nacional es asidua en las fases finales de los europeos y los mundiales. Skopie ha sido sede del Campeonato Europeo de Balonmano Femenino 2008, cuya final tuvo lugar en el Pabellón Boris Trajkovski, y su equipo más importante, el RK Vardar, se proclamó campeón de la Liga de Campeones de la EHF de 2017 y de 2019.
La selección de baloncesto tuvo un momento de esplendor con el cuarto puesto en el Campeonato Europeo de Baloncesto Masculino de 2011. Pero Antic llegó a debutar en la NBA con los Atlanta Hawks, y en el escenario europeo destacan los nombres de Petar Naumoski y Vrbica Stefanov.